# 李氏朝鮮

李氏朝鮮
高麗國 (1392-1393)
朝鮮國 (1393-1894)
大朝鮮國 (1894-1897)

国の標語: 大明天地（1674年から）

1. 
2. 

李氏朝鮮（りしちょうせん）は、1392年8月から1897年10月にかけて朝鮮半島に存在した国。高麗の次の王朝にあたり、朝鮮の歴史における最後の統一王朝である。

## 呼称
国家存在中の正式呼称は朝鮮國、または大朝鮮國であり、現在の大韓民国では朝鮮、朝鮮王朝（朝: 조선왕조、英: Joseon Dynasty）と呼ばれ、近年の日本でも同様に呼ばれる場合がある。北朝鮮では朝鮮封建王朝（조선봉건왕조）と呼ばれる。
日本では李氏朝鮮と表記され、李家支配下の朝鮮の意味であり、過去に朝鮮という国号を使用した箕子朝鮮や衛氏朝鮮などとの区別のため呼称される。王朝名としては李朝（りちょう）。韓国に於いて、この日本での呼称は国家を一族の所有物足らしめ、矮小化していると非難されている。現在の韓国政府の正式な呼称は朝鮮王国である。(#国名を参照)

## 概説
1392年に高麗の武将李成桂太祖が高麗王･恭譲王を廃して、自ら権知高麗国事（高麗王代理、実質的な高麗王の意味）になり即位を自称したことで成立した。
前政権を否定するために、高麗の国教であった仏教を否定し、「崇儒排仏」で儒教が国教化された。
李成桂は翌1393年に中国の明から権知朝鮮国事（朝鮮王代理、朝鮮国知事代理の意味）に正式に封ぜられた。朝鮮という国号は李成桂が明の皇帝洪武帝から下賜されたものであった。しかし、権知高麗国事から正式に明に「朝鮮国王」として冊封を受けたのは第三代明皇帝の永楽帝と第3代権知朝鮮国事太宗の治世の1403年であった。
中国の王朝が明から清に変わった17世紀以降も、引き続き李氏朝鮮は1894年に日本が清国に勝利して下関条約で「李氏朝鮮は独立国」と認めさせるまで中国大陸の支配王朝（明・清）の冊封体制下にあった。
李氏朝鮮は成立から併合されるまで、政治的な派閥抗争が常に絶えなかった。李成桂に貢献したとされた勲旧派は、厳格に朱子学を重んじる士林派を4度大弾圧していたが、1567年の14代国王宣祖の即位とともに、逆に士林派が勲旧派を駆逐し、以降の朝鮮の官僚派閥は士林派で占められ、より理念的な朱子学こそ至高とされた。
ポストを独占した士林派は、1575年に東人派や西人派に分裂し抗争、1591年に西人派が失脚すると東人派は西人派粛清の最中北人派と南人派に分裂、1606年に北人派も大北人派と小北人派に分裂、大北人派も骨北、肉北、中北の3つの派閥に分かれ、党争は続いたが、1623年3月13日、綾陽君（仁祖）を擁護する西人派を中心とする宮廷クーデターが起き（仁祖反正）、光海君が廃位・追放されると、西人が政権を握り、大北派は粛清されて、政治の舞台からほぼ姿を消した。これ以後はまた南人派と西人派の間で政争が行われることになる。
西人派も1680年に老論派と少論派に分裂するなど李氏朝鮮は党派対立が常に激しく、妥協がないために政権交代は対立する派閥に関する虚偽の謀反誣告を受けた王による粛清か権力を握った派閥による粛清という形が多く、多くの獄事が起こった。このように、反対派の芽ごと摘んでしまう士禍を繰り返した朝鮮王朝の政治を「朋党政治」という。近代化に必要な実学派は常に弾圧され台頭出来ずに政権を握った理念的な朋党が歴史書の修正を書き、反対派の記録を自分たちに有利なように書き直される非生産的な歴史が繰り返され、経済・技術・軍事が停滞していた。
1894年の日清戦争後に日本と清国との間で結ばれた下関条約によって李氏朝鮮は清王朝を中心とした冊封体制から離脱し、形式的な独立や独立国家の実質的な地位を得た。これにより李氏朝鮮は1897年に国号を大韓帝国（だいかんていこく）、君主の号を皇帝と改め、以後中国大陸の影響下から離れたが、李氏朝鮮は露館播遷などロシア帝国の影響下に入ることを選んだため、南下政策を危惧してロシアと対立していた英米の日本支持が強まる結果をもたらした。
日露戦争が始まった1904年の第一次日韓協約で日本人顧問が政府に置かれ、翌1905年の日露戦争終結後の第二次日韓協約によって日本の保護国となり、1907年の第三次日韓協約によって内政権を移管した。こうした過程を経て1910年8月の「韓国併合ニ関スル条約」調印によって大韓帝国は日本に併合された。尚、韓国政府は、この際の契約文書に大韓帝国国王高宗の国璽が押印されておらず、日本政府が軍事力を誇示し、脅迫と親日派を利用し締結したものであり、契約はそもそも無効である、としている。

## 国名
高麗王位を簒奪して高麗王を称した太祖李成桂は即位するとすぐに明に使節を送り、権知高麗国事としての地位を認められたが、洪武帝は王朝が交代したことで、国号を変更するよう命じた。これをうけた李成桂は、重臣達と共に国号変更を計画し、「朝鮮」と「和寧」の二つの候補を準備し、洪武帝に選んでもらった。「和寧」は李成桂の出身地の名であったが、北元の本拠地カラコルムの別名でもあったので、洪武帝は、むかし前漢の武帝にほろぼされた王朝（衛氏朝鮮）の名前であり、平壌付近の古名である「朝鮮」を選んだ。そして李成桂を権知朝鮮国事に封じたことにより、「朝鮮」は正式な国号となった。「和寧」が単に李成桂の出身地であるだけなのに対し、朝鮮はかつての衛氏朝鮮・箕子朝鮮・檀君朝鮮の正統性を継承する意味があったことから本命とされており、国号変更以前からそれを意識する儀式が行われていた。国号が朝鮮という二文字なのは、中国の冊封体制に、新王朝の君主が外臣として参加して、一文字の国号を持つ内臣より一等級格下の処遇を与えられていることを意味する。
国号を洪武帝に選んでもらったことは、事大主義を象徴していると揶揄されるが、新王朝が擬定した朝鮮の国号は、朝鮮初である檀君朝鮮と朝鮮で民を教化した箕子朝鮮を継承する意図があり、首都が漢陽に置かれたのは、檀君朝鮮と箕子朝鮮の舞台であるためである。新王朝は、檀君と箕子を直結させることにより、正統性の拠り所にする意図を持っていた。朝鮮という国名は、殷の賢人箕子が、周の武王によって朝鮮に封ぜられた故事に基づく由緒ある中国的な呼称であるため、洪武帝は、新王朝が箕子の伝統を継承する「忠実な属国」となり、自らは箕子を朝鮮に封じた周の武王のような賢君になりたいと祈念した。周の武王が朝鮮に封じた箕子の継承を意図する「朝鮮」の国号を奏請したことが背景にあった。
日本や中国では朝鮮半島にかつて存在した朝鮮を国号に持つ王朝と区別する為に「李氏朝鮮」あるいは「李朝」と呼ぶことが多い。学術的には日本でも近年は大韓民国の意（後述）を汲んだ歴史学者を中心に「朝鮮王朝」という呼び方が広まりつつあるが、この呼び名は広義には「朝鮮半島」の「王朝」という意味にも理解されるため李氏朝鮮だけを特定して指すには不適切だとする意見もある。
大韓民国では、「李氏朝鮮」「李朝」と言う名称は植民地史観に基づくものとされることと「朝鮮」「朝鮮人」と呼ばれることに差別的意味合いを感じること、北朝鮮（朝鮮民主主義人民共和国）と国家の正統性を争っているなど、複数の理由により「朝鮮」という呼称をこの時代に限定したいという意図から国内では一般的に使用されていない。通常、李氏朝鮮が統治していた国は「朝鮮」「朝鮮王国」、李氏朝鮮の王室は「朝鮮王朝」と呼ぶ。古代に存在した朝鮮の国号を持つ国は古朝鮮と呼び区別し、李氏朝鮮という呼称は国家を一族の所有物足らしめ、矮小化しているとして他国、特に日本に対してもそのように呼ぶように求めている。また現在「朝鮮」という国号を使用している北朝鮮には「韓半島(朝鮮半島)の唯一合法的な政府」と主張する立場から北朝鮮を承認していないため「北韓」という呼称を使用している。北朝鮮では今日の朝鮮（朝鮮民主主義人民共和国）および古朝鮮と区別するために「朝鮮封建王朝」(조선봉건왕조)、「李朝朝鮮」あるいは「李氏朝鮮」と呼び、王朝名称として「李王朝」（리왕조）あるいは「李朝」を用いる。中国においては日本と同様「李朝」という用例が見られる。

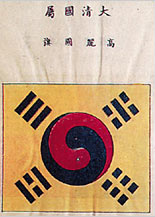
李鴻章編『通商章程成案彙編』（1886年）収録「大淸國屬 高麗國旗」

当初より中国王朝の冊封国として建国された朝鮮だが、近代に入ると冊封体制からの離脱を指向する動きから大朝鮮国の国号も用いられた。また、李鴻章が編纂させた『通商章程成案彙編』には、古い太極旗が収録されているが、それには「大清国属高麗国旗」と書かれている。1897年、国号を大韓帝国（だいかんていこく）と改称し、国王号を皇帝号に改めた。

## 歴史

### 時代区分

#### 国内政治における区分
朝鮮の歴史は、国内政治的には、建国から端宗までの王道政治の時代（1393年 - 1455年）、世祖の王権簒奪から戚臣・勲臣が高官をしめる時代（1455年 - 1567年）、士林派による朋党政治（1567年 - 1804年）、洪氏・安東金氏・閔氏などの外戚による勢道政治（1804年 - 1910年）の区分に分けられる。

#### 対外関係における区分
一方、対外関係を主体にみると全体で約500年に及ぶが、明の朝貢国であった時代（1393年 - 1637年）と、丙子胡乱による敗北から下関条約による独立獲得まで清へ服属させられていた時代（1637年 - 1894年）、ロシア帝国の南下政策で日露が朝鮮半島に対する影響力をめぐって対立した末期（1894年 - 1910年）という3つの時代区分に大きく分けられる。
第1の区分の末期には、日本の豊臣政権の侵攻による文禄・慶長の役と胡乱（後金（のちの清）による侵攻）という大きな戦争が朝鮮半島内で発生し、この影響で国土が焦土化し、社会形体が大きく様変わりしている。第2の区分の時代には、清の支配を反映して、中国が夷狄の国である清に支配されている以上、自国が中華文明の正統な継承者であると言う考え（小中華思想）や、逆に現実には武力と国力で清に太刀打ちすることは難しいことから臣下の国として礼を尽くすべきとする思想（事大主義）や、中国から離れている日本を野蛮であると蔑視する中華思想などが保守的な儒学者を中心として広く根付き、朝鮮朱子学の発達が進んだ。その後は儒教内部で改革的な実学思想が生じ、又洋学などが発生した。これらは支配層からたびたび強い攻撃を受けたが、開港後の改革運動の母体ともなった。
19世紀末期になると、清以外にも欧米列強や日本（大日本帝国）の介入が起こる。1894年の日清戦争で日本と清朝が戦って日本が勝ち、清朝との冊封関係も消滅したことで日本の強い影響下に置かれ、朝鮮は第3の区分に入った。しかしこの時代は、国内的にはロシアと日本の対立に巻き込まれ、派閥の対立も絡んで深刻な政治状況に陥った。親日路線派は、親ロシア派や攘夷派などの妨害を受けた。近代化論者の中にも親日派や親露派、攘夷派が混在しており、それが混乱に拍車をかけた。日露戦争後は日本の影響力の向上に伴い宮廷内では親日派の力が大きく伸張した。日本と韓国内部の李完用などは日本が大韓帝国を保護国化・併合する方針を採り、一進会は「韓日合邦」を主張した。日露戦争後の第二次日韓協約で日本は大韓帝国を保護国化し、実質的な支配権を確立した。1910年に日本と大韓帝国は韓国併合ニ関スル条約を結び、大韓帝国は日本に併合された。李王家や貴族は李王家・朝鮮貴族として華族制度に統合された。

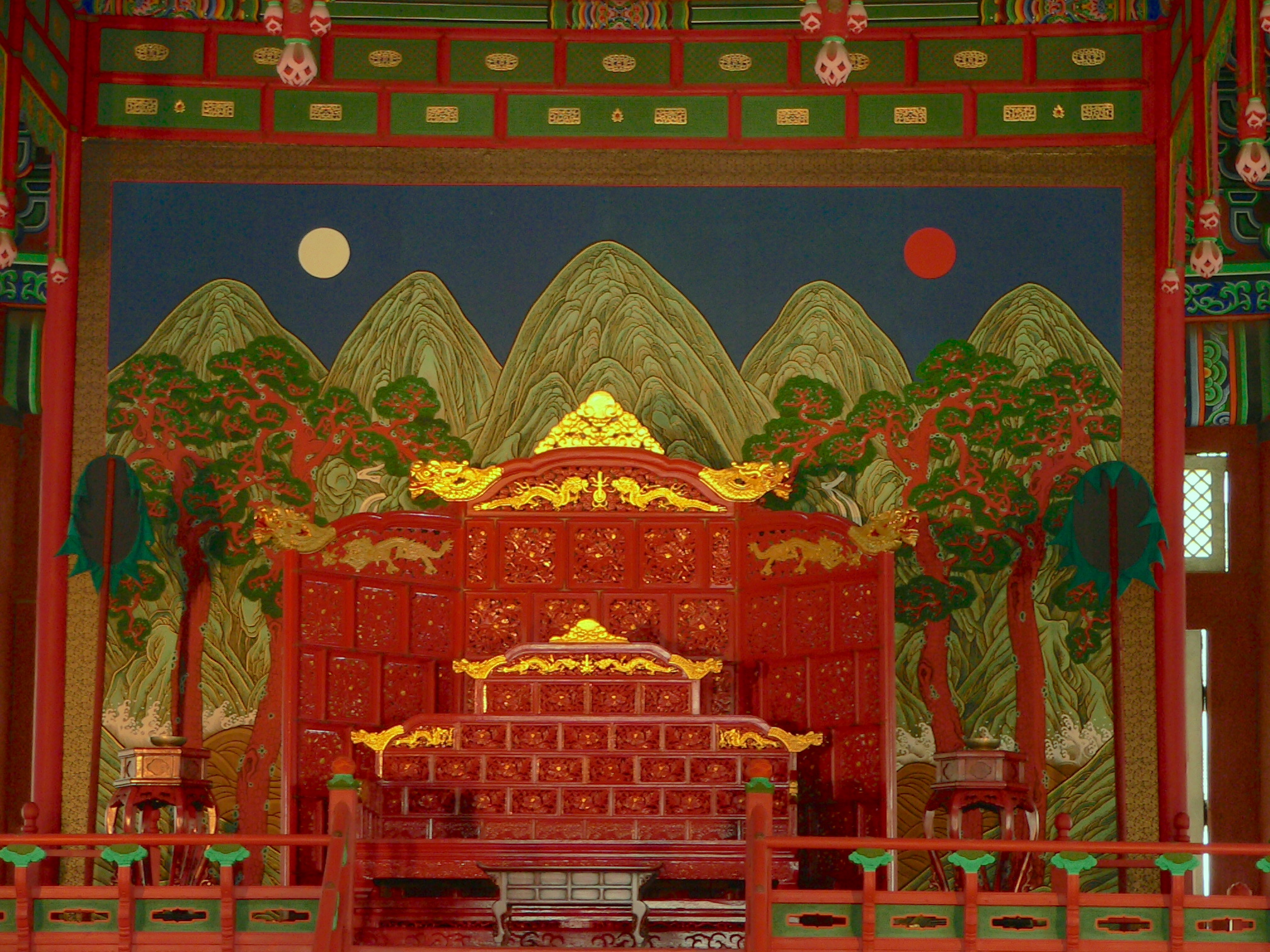
景福宮の玉座と日月五峰図

### 李成桂による建国
13世紀以来、元の属国となっていた高麗は、元の衰退に乗じて独立を図るが、北元と明の南北対立や倭寇の襲来によって混乱し、混沌とした政治情勢にあった。14世紀後半、中国遼東の納哈出征討と元の干渉からの脱却、遼陽制圧、女真や倭寇討伐などでの数々の武功で名声を確固たるものにした高麗の武将、李成桂は1388年、明が進出してきた遼東を攻略するため出兵を命じられ鴨緑江に布陣したが、突如軍を翻して威化島回軍を起こし、高麗の首都開城を占領、高麗の政権を完全に掌握した。その背景には、李成桂がもともと反元・親明派であって王命に対する反発があったことに加え、当時行き詰まっていた高麗の政治を改革しようとする新興の儒臣官僚たちの支持があった。遼東攻撃を不当とした李成桂は、当時の王に対してその不当性を主張し、これを廃して昌王を王位につけた。この時の李成桂の主張には「小国が大国に逆らうのは正しくない」というものがあり、事大主義だと批判する歴史家もいる。一方で、当時の高麗の軍事力で明と戦うのは無理であり合理的選択であったと考える見方もある。
李成桂を支持した両班たちは、朱子学では中華を尊んで、夷狄を斥けるから、漢民族の明こそ正統な天子であり明に歯向かうことは天子の国を犯すことになると正当化した。

#### 親明政策
王高麗の政権を掌握した李成桂は、親明政策をとり明の元号を使用、元の胡服を禁止し、明の官服を導入するなど政治制度の改革を始めた。だが、昌王の即位に対しては李成桂の同志でライバルでもあった曺敏修との対立があり、李成桂は王昌を廃位し、1389年に最後の王恭譲王を即位させた。その際、先々代と先代の禑王と王昌は殺された。家臣の中には李成桂を王位に即けようという動きが有ったが、李成桂はこの時は辞退している。だが、やがて李成桂を王にしようとの勢力は次第に大きくなり、この勢力に押されて、1392年に恭譲王を廃位し、自らが高麗王になった。高麗王家一族は都を追放され、2年後の1394年に李成桂の命令で処刑された。このとき李成桂は王姓を持つものを皆殺しにしようとしていたため、多くの者が改姓をしたと言われている。

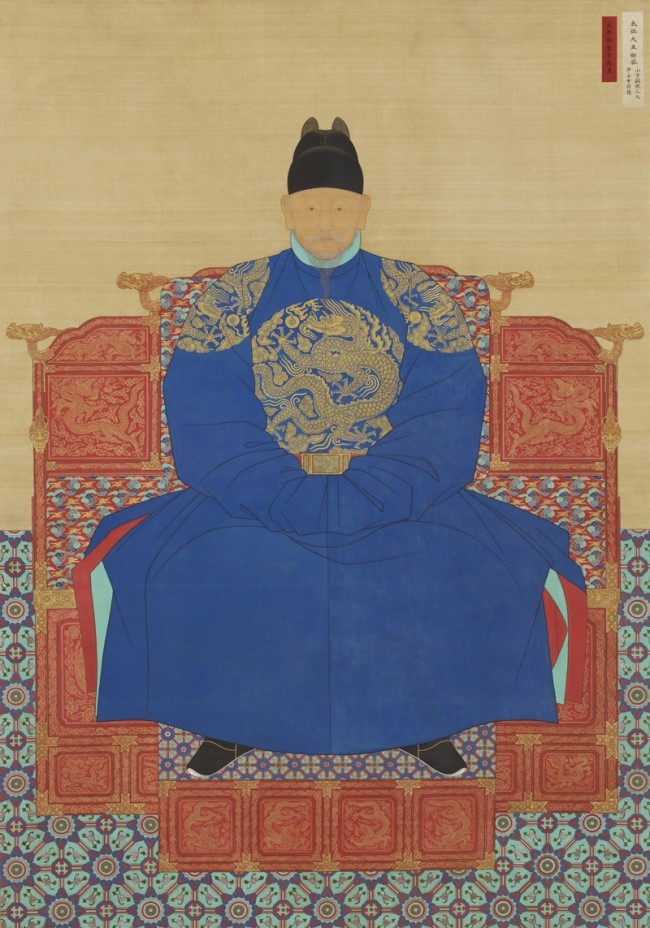
太祖李成桂

李は高麗王として即位後、明へ権知高麗国事と称して使者を送り、権知高麗国事としての地位を認めてもらう。権知高麗国事を正式に名乗ったが、「知」「事」が高麗を囲んでおり、「権」は日本の権大納言・権中納言と同じで「副」「仮」という意味であり、権知高麗国事とは、仮に高麗の政治を取り仕切る人という意味である。このように李成桂は、事実上の王でありながら、権知高麗国事を名乗り朝鮮を治めるが、それは朝鮮王は代々中国との朝貢により、王位が与えられたため、高麗が宋と元から王に認めてもらったように、李成桂も明から王に認めてもらうことにより、正式に朝鮮王朝になろうとしたのである。小島毅は、「勝手に自分で名乗れない」「明の機嫌を損ねないように、まずは自分が高麗国を仮に治めていますよというスタンスを取り、それから朝貢を行い、やがて朝鮮国王として認めてもらいました」と評している。明より王朝交代に伴う国号変更の要請を受けた事をきっかけに家臣の中から国号を変えようとする動きが活発化し、李成桂もそれを受け入れた。しかし李成桂は明に対して高麗王の禑王、王昌を殺し、恭譲王を廃位して都から追い出した負い目があり、明へ国号変更の使者を出した際、自分の出身地である「和寧」と過去の王朝の国号である「朝鮮」の2つの国号の案を明に出して恭順の意を表した。翌年の1393年2月、明は李成桂の意向を受け入れ、李成桂を権知朝鮮国事に冊封して国号が朝鮮国と決まった。朝鮮は李成桂が新たな国号の本命として考えていたものであり、この結果は彼にとって満足の行くものであった。しかし明は李成桂が勝手に明が冊封した高麗王を廃位して代わりの王を即位させたり、最後には勝手に自ら王に即位して王朝交代したりしたことを快く思わず、李成桂は朝鮮王としては冊封されずに、権知朝鮮国事のみが認められた。
明と朝鮮の関係は、宗主国と属国、君臣父子の関係であり、君臣父子の礼をもって宗主国の明に仕える関係に立って中国と事大外交を繰り広げた。李自成の乱で明が滅亡し、女真族によって清が建国されると、明の文化の正当な後継者として「小中華」と称した。そこでは事大・属国とは征服・植民地とは異なり、道徳的・観念的なものであり汚らわしいものではないとする。この関係を陸奥宗光は、朝鮮との折衝で、中国と朝鮮の宗属関係はなんとも複雑怪奇だ、と嘆いている。 

#### 仏教弾圧
朝鮮に国号を改称した李成桂は新たな法制の整備を急ぎ、また漢陽への遷都を進めた。崇儒廃仏政策をとり、儒教の振興と共に仏教の抑圧を開始した。しかし、この政策は李成桂が晩年仏門に帰依したため一時中断され、本格的になるのは李成桂の亡くなった後の第4代世宗の時代になる。仏教弾圧の理由には、前王朝高麗の国教が仏教であったということが大きな理由の一つとして挙げられる。

### 王子同士の殺し合いと李成桂の隠居
李成桂は新王朝の基盤を固めるため、八男・李芳碩を跡継ぎにしようと考えていたが、他の王子達がそれを不満とし、王子同士の殺し合いまでに発展した。1398年に起きた第一次王子の乱により跡継ぎ候補であった李芳碩が五男・李芳遠により殺害され、このとき病床にあった李成桂は、そのショックで次男の李芳果に譲位した。これが第2代定宗である。しかし定宗は実際は李芳遠の傀儡に過ぎず、また他の王子達の不満も解消しないことから1400年には四男・李芳幹により第二次王子の乱が引き起こされる。李成桂はこれによって完全に打ちのめされ、仏門に帰依する事になる。

### 太宗即位と親明政策による「朝鮮王」冊封・対馬侵略
一方、第二次王子の乱で反対勢力を完全に滅ぼした李芳遠は、定宗より譲位を受け、第3代太宗として即位する。太宗は内乱の原因となる王子達の私兵を廃止すると共に軍政を整備し直し、政務と軍政を完全に切り分ける政策を執った。また、この時代は朝鮮の科挙制度、身分制度、政治制度、貨幣制度などが整備された。
明に対しては徹底的な親明政策を執った。そのため、先代らは「権知朝鮮国事(朝鮮国王代理)」以上の地位が与えられなかったが、太宗は1403年には明の永楽帝から正式に「朝鮮王」の地位に冊封された。以後は第三代朝鮮王と名乗るようになる。
太宗は1418年に世宗に王位を譲り上王になったが、軍権はそのまま維持し、1419年の応永の外寇と呼ばれる対馬への侵攻を指示した。

### 世宗即位と女真との戦争
次代の世宗、いわゆる世宗大王の時代が、朝鮮の中で政権が最も安定していた時代とされる。王権は強固であり、また王の権威も行き届いていた。一方で1422年まで李芳遠が上王として実質的な権力を保持していた。世宗は、まず王の一極集中型から議政府を中心にした官僚主導の政治に政治制度を切り替えた。これには世宗の健康問題もあったと言われている。また、明との関係を良好に保つための人材育成にも力を入れた。その中の作業の一環として、現在のハングルの元になる訓民正音の編纂作業が行われた。世宗の時代は31年に及び、軍事的安定と政治的安定のバランスが取れていた時代である。またこの時代に貨幣経済の浸透が進んでいった。対外的には侵攻戦争をたびたび行い、1437年には豆満江以南の女真地域を侵攻して制圧し、六鎮を設置して支配した。その後も女真とは対立を続け、幾度も侵攻に乗り出している。

### 世祖の中央集権
第6代の端宗（第5代文宗の息子）は11歳で即位したため、政治に関しては官僚が全てを決裁する形となり王権の空洞化が進んだ。それに伴って他の王族の勢力が強くなり、たびたび宮廷闘争などが発生する様になる。その混乱の中で、文宗の弟であり端宗の叔父である首陽大君は巧みに勢力を拡大し、1455年に端宗に圧力をかけて王位を譲らせ、自ら国王となった（世祖）。世祖は反対勢力を強力に排除し、王権を集約する。軍政や官制の改造を行い、軍権を強めると共に職田法を導入して、歳出を抑えた。これらの政策は地方豪族の反発を招き、地方反乱が頻発するが、世祖はこの反乱を鎮圧することで中央集権体制を確立させるのに成功する。一方で、日本とは融和政策を採り外交を安定させると共に、民生を安定させた。しかし強権的な中央集権主義により、自らに服従する功臣達を優遇し、高級官僚は自らの側近で固められ、実力のある者も高位には就けなくなった。これらの世祖に優遇された功臣達は後に勲旧派と呼ばれる様になる。また、儒者の多い批判勢力を牽制するために仏教優遇政策を取った。1467年の李施愛の乱では批判勢力を弾圧したが、鎮圧に活躍した亀城君李浚（世宗の四男臨瀛大君の次男）ら王族が台頭した。

### 勲旧派と士林派の対立と士禍
世祖の死後、睿宗が即位したが19歳で逝去。1469年に13歳の幼い王成宗が即位し、貞熹大妃が垂簾聴政を行なったが国政は不安定になった。1470年、王族である亀城君が世祖と同じ事をするのではないかと恐れた大臣達は彼を追放し、王族の政治への関与を禁止した。これによって、政治の中枢から王族は排除され、臣下の牽制としての王族の役割は終了する。政治の中枢は勲旧派が占めており、かれらが政治を壟断していたが、成宗の親政時代になると士林派勢力を取り入れるようになった。これに脅威を感じた勲旧派や外戚が士林派勢力との対立することとなったが、成宗の治世（1469年 - 1494年）では政治的には一応の安定を見た。このとき、成宗の母仁粋大妃と2番目の王妃斉献王后(廃妃尹氏)が対立し、廃妃尹氏は1479年に廃位され1482年に賜死した。
成宗が亡くなり燕山君が王位に就くと、勲旧派と士林派による対立が表面化し、1567年まで続くことになる。燕山君は士林勢力を疎ましく思っており、加えて勲旧勢力による諫言などもあり、それが1498年の最初の士禍、戊午士禍と言う形で現れる。この時、士林勢力の筆頭・金宗直（1431年 - 1492年）の弟子を始め多数の士林派が王宮から追放された。その後も燕山君は、生母廃妃尹氏の死の経緯を知り、1504年の甲子士禍で士林勢力と勲旧勢力の無差別大量殺戮を行い、この勢力を殺ぐ事につとめていたが、1506年、朴元宗・成希顔・柳順汀らのクーデター中宗反正により廃位、追放された。同年、朴元宗の姪にあたる章敬王后が中宗の後宮に入り、大尹派が形成されていく。
次代中宗の時代も勲旧派と士林派の対立は止まらず、政局の混乱が続いていた。その中の1510年に、朝鮮居住の対馬の民などによる三浦の乱が起きている。中宗は最初、士林派を積極的に登用していたが、士林勢力の首魁であった趙光祖の改革があまりに性急であるため、中宗はかえって不安を感じ、勲旧勢力の巻き返しもあって、1519年に趙光祖一派は投獄、追放、死刑などにされ（己卯士禍）、士林派の勢力は大きく後退してしまう。その後も勲旧勢力と士林勢力は繰り返し衝突し、政局は混乱を続けていた。1545年に明宗が12歳で即位すると、文定王后が垂簾聴政を行なったが、同じ尹氏の仁宗の伯父・尹任の率いる大尹派から批判を受けると、同年に文定王后の次弟・尹元衡の率いる小尹派による乙巳士禍で粛正された。この時代に起きた、戊午士禍、甲子士禍、己卯士禍、乙巳士禍の事を「四大士禍」と呼ぶ。

### 朋党政治：西人と東人

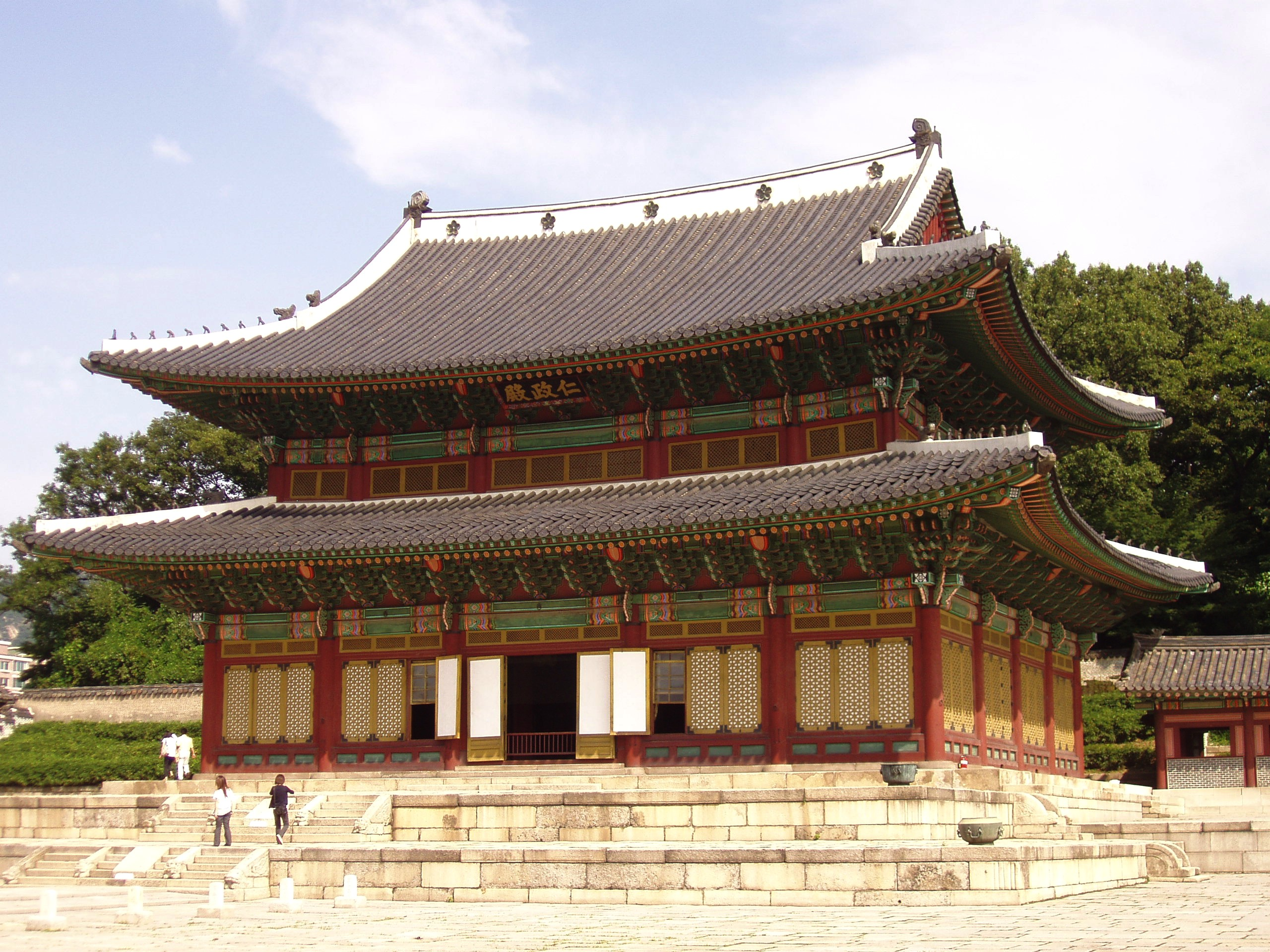
昌徳宮

1567年の宣祖の即位により、士林勢力が最終的に勝利を収め士林派が中心となって政治を行う時代が始まったが、士林勢力は1575年には西人と東人と呼ばれる2つの勢力に分裂し、主導権争いを続けるようになった。この時代に見られる派閥に分かれて論争を繰り広げる政治体制の事を朋党政治と呼ぶ。党派の分裂は再度の政局混乱を呼び、各王はその安定を求めて様々な施策を試みなければならなくなった。
東西に分かれた士林派は互いを牽制していたが、李珥（李栗谷）がこの対立を抑えている間は両党派とも目立った動きは起こさなかった。1584年に李珥が亡くなると両党派ともに政治の主導権を抑える為に活発な動きに出る。当初は東人有利に進んでいたが、朝廷をほとんど掌握しかけたところで、鄭汝立の謀反事件が起こり、西人が主導権を握るようになる。しかし1591年に世子冊立の問題で西人が失脚すると東人が勢いを盛り返し、以後30年に渡って政権を掌握した。東人は西勢力の処罰の件で、死刑などを主張した強硬派の李山海を中心とした北人と穏健派の禹性伝を中心にした南人の2つの派閥に分裂した。

### 秀吉による朝鮮侵攻

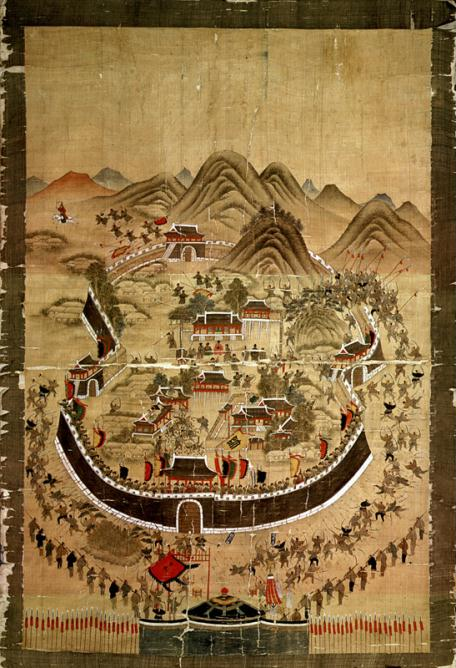
東莱城の戦い

その頃、日本を統一（天下統一）した豊臣秀吉は、1589年に対馬を通じて、日本に服属し明征討の為の道を貸すべし、とする要求をし始めた。秀吉の意志は大陸への進出のためであったが、朝鮮側では日本の真意をはかりかね、日本の本意を探るため1590年3月に、西人の黄允吉を正使、東人の金誠一を副使とし、通信使を送ることにした。この使節が日本に滞在している間に、朝鮮内の勢力は西人優勢から東人優勢に変化しており、そのことがその後の判断に影響を与えた。
1591年3月に通信使が帰朝すると正使・黄允吉は、「日本は多くの軍船を用意して侵攻の準備をしている」と報告したのに対し、副使・金誠一は正反対の「秀吉は恐れる必要は無い」と報告をした。相反する報告を受け取った為、西人・東人ともに自派の意見を擁護し論戦になったが、このとき既に東人が朝廷を掌握していたことと王自身が戦争を心理的に忌避していたことなどから「侵攻説をむやみに流布することで民心を乱す行為は良くない」と言う結論に達し、一切の防衛準備を放棄し、またそれに準じる行為も禁止した。しかし1592年になり、朝鮮の倭館に居た日本人が次々に本国に帰っていくのを見ると、遅まきながら秀吉の朝鮮出兵は本気であることに気が付き、防衛準備を始めるが、時既に遅しであった。
1592年4月13日に始まった文禄の役では、態勢の整わない朝鮮軍は各地で敗北を重ね、豊臣軍に国土を制圧された。豊臣軍は開戦半月で首都漢城を攻略し、数ヶ月で朝鮮の咸鏡道北辺まで進出した。当時腐敗が進んでいた朝鮮政府は有効な手立てを打てず治安悪化により全土で国土は疲弊した。それに対して危機感と、日本への反感を持った民衆が抵抗を開始した。
民衆の中には朝鮮の圧政や腐敗に不満を持っているものも多く、豊臣軍に味方した者も相当数に上った。明の援軍が進出すると豊臣軍は交渉解決へ移行して戦線が膠着し、翌年、日本と明は和議交渉の過程で朝鮮南部の沿岸へ一旦兵を引き上げた。
しかし、和議は失敗に終わり、1597年1月15日、秀吉は再び朝鮮半島へ侵攻する（慶長の役）が、2回目の侵攻では全羅道と忠清道への掃討作戦を行い、明軍が漢城を放棄しないと見ると越冬と恒久占領の為に休戦期の3倍ほどの地域へ布陣した。翌年から本土で指揮を執っていた秀吉の健康が損なわれて消極的になり、泥沼状態になった戦争は秀吉の死去によって終結し、豊臣軍は引き上げた。この7年に及ぶ戦乱により、腐敗が進んでいた朝鮮の政治・社会は崩壊寸前まで追いやられ、経済的にも破綻寸前の状態に陥った。朝鮮は増収案として「納粟策」を提案したが、これは穀物や金を朝廷に供出した平民・賤民などに恩恵を与える政策である。賤民も一定の額を払えば平民になれ、平民も一定の額を出せば両班になれることとなった。この制度によって朝鮮の身分制度は大きく流動し、その構成比率は大幅に変化した。新しい体制が生まれ、腐敗は一時的に刷新された。政治には一時的に再び活気が蘇った。
一方、この戦争に明は多大な出費を余儀なくされ、国力の弱体化をもたらした。これは周辺異民族への明の抑えが利かなくなるという事でもあり、女真族の勢力伸張をもたらし、後の胡乱や明滅亡の遠因になった。
北島万次は「藩属国朝鮮にたいし、宗主国明」がどの様な態度で交渉したかについて、救援の決定から講和まで終始明が導いており、「宗主国とはいっても、結局みずからの利害を優先させる大国のご都合主義」を指摘している。

### 宣祖の世継問題以後
朝鮮では戦争終結後、政権の腐敗改善などがあったものの政争は続いていた。特に問題になっていたのが宣祖の世子（跡継ぎ）問題である。世子問題は文禄の役直前の1591年から激しくなっていたが、戦争の最中も続いていた。長男の臨海君は世子にふさわしくないと言う理由で排除され、光海君を世子とすることに決まったが、1594年に明から世子冊封の要請を拒絶されたため、再び世子問題は宙に浮いたままになった。
明による「光海君」の世子認定拒絶以後
1606年、正妃の仁穆王后が永昌大君を産むとまた世子問題が再発し、光海君派と永昌大君派に分かれての派閥争いが起こった。北人の中の小北と呼ばれる一派は、永昌大君派は正妃の嫡子であるからこれが正統であるとし、いま一方の大北は、光海君を世子として擁立するよう働きかけた。1608年、宣祖が重病に陥ると周囲は慌ただしくなり、後継王を決めないまま宣祖が亡くなった為、現実的な選択肢として光海君が王位につくことになった。
光海君の実利外交と国内政争
光海君は即位すると破綻した財政の再建と現実的な外交施策を展開した。彼の優れた外交政策は、公金（後の清国）との戦争を回避に成功させていた。
既に江戸時代に移行していた日本とは1609年に和約し、日本との外交関係の修復にも力を入れた（朝鮮通信使）。また党争の終結に力を入れようとしていたが、党争終結の為に王権を強化するには大規模な粛清を行わざるをえなかった。1615年まで続く粛清はその範囲が反対派閥、兄弟にまで及んだが、これにより大北派と光海君は一応の政権の安定を確保する事になる。また、民政では大同法を導入するなどの改革を行った。一方、弱体化した明とそれに乗じて伸張してきた後金（清）の間に挟まれ（サルフの戦い、1618年 - 1619年）、その後朝鮮は二極外交を展開することになる。
仁祖反正
しかし光海君によるこれらの政策は、民衆や大北以外の西人や他の派閥、他の王族や二極外交に反対する保守的事大主義者などの恨みを買うことになった。1623年2月12日、光海君は自身の甥にあたる綾陽君と西人を中心とした勢力によって、宮廷を追放され廃位に追い込まれた。西人勢力は大北勢力を宮廷から追放し、綾陽君を擁立、仁祖として即位させた。この事件を仁祖反正と言う。

### 親明外交による裏目・清との戦争

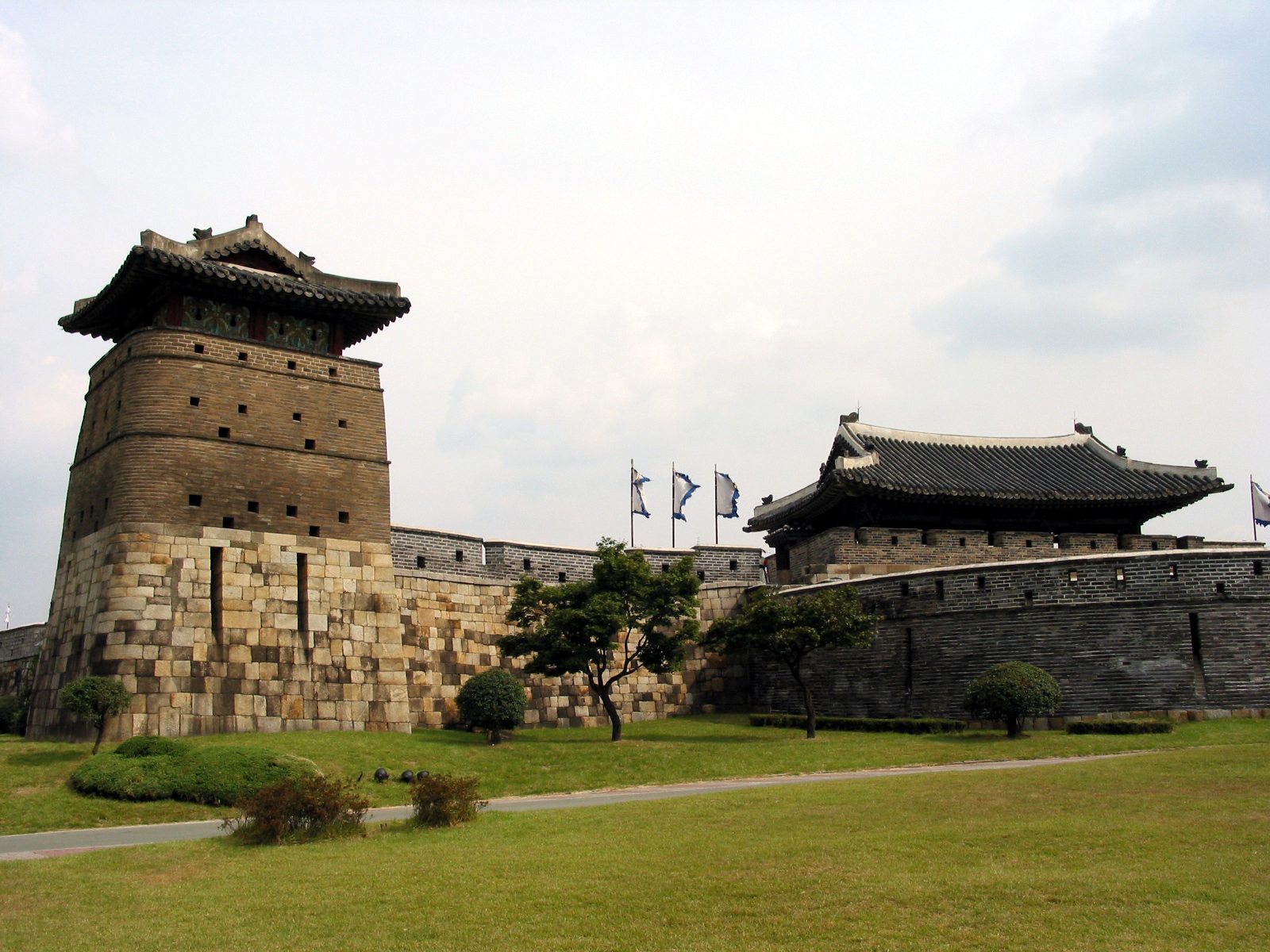
華城

仁祖と西人派はクーデターの後、大北派の粛清を行い、これによって北人の勢力は小北派の一部を除いてほぼ消滅する。そして、西人を主とし南人を副とする党派体制を確立する。しかし仁祖即位直後の1624年には、李适による反乱事件（李适の乱）が起こり、仁祖が一時期漢城から避難、北方の正規軍を乱の平定のために投入しなければならなかった。外交政策は、明と後金の二極外交から、親明背金の親明外交を展開したが、この政策は裏目に出た。二極外交を破棄された後金は、1627年、3万の兵力で朝鮮に侵入した（丁卯胡乱）。朝鮮側は、破竹の勢いを続ける後金軍を相手に敗北を重ね、仁祖は一時江華島へ避難することになった。その後、朝鮮側の抵抗により戦局が膠着し始めると、打開の策を持たない朝鮮側と、朝鮮を通じて明との交易を維持したい後金側は講和に応じた。だが後金の提示した条件に対し、主戦派の斥和論と講和派の主和論を巡って論争が繰り広げられた。既に後金と戦う余力が無い朝鮮側は結局講和を呑むことになり、後金を兄、朝鮮を弟とする条件をのんで、以後一切朝鮮は後金には敵対しないとして講和した（丁卯約条）。講和が成立すると、一旦後金軍は撤収する。のち仁祖は国防対策を見直し、北方と沿岸地域の防衛力を強化し、1628年に漂着したオランダ人ペルテブレより大砲を導入するなど軍事力を強化した。
1636年、後金は清と国号を変更し、朝鮮に対して清への服従と朝貢、及び明へ派遣する兵3万を要求してきた。この時の朝鮮は斥和論が伸張しており、この要求を拒むと、同年、清は太宗（ホンタイジ）自ら12万の兵力を率いて再度朝鮮に侵入した（丙子胡乱）。朝鮮側は南漢山城に籠城したものの、城内の食料は50日分ほどしかなく、その中で主戦派と主和派に分かれての論戦が繰り広げられていた。しかし、江華島が攻め落とされたと言う報告が届くと45日で降伏し、清軍との間で和議が行われた。

### 丁丑約条による清国への服属
丁丑約条が結ばれたが、この和議の内容は明元号利用停止、清への服従、明から送られた朝鮮王任命印の清への送付、明との断交と制圧協力命令、毎年清皇帝誕生日を祝う使者派遣、朝鮮王長男・次男と大臣の子女を人質として送ること、毎年莫大な賠償金、清の許可無き城郭の増築・修築禁止など11項目に及ぶ屈辱的内容であった。光海君時代の実利外交から転換し、力もないのに後金へ抵抗して敗北した朝鮮王の仁祖は、清皇帝ホンタイジに対し三跪九叩頭の礼（三度跪き、九度頭を地にこすりつける）をさせられる恥辱を味わった。ホンタイジは、自身の「徳」と仁祖の「過ち」、そして両者の盟約を示す碑文を満洲語・モンゴル語・漢語で石碑に刻ませ、1639年に降伏の地である三田渡に大清皇帝功徳碑を建立させた。
清に約50万人の朝鮮人が連行された。中でも清に連れて行かれた朝鮮女性は清国の男性の性奴隷にされ、男性の本妻から虐待を受けたりもした。苦労して故国の李氏朝鮮に戻っても、「還郷女」という罵声を浴びた。。
李氏朝鮮が大清皇帝を中心とした冊封体制・清に対する服属関係なら離脱して独立出来たのは日清戦争で日本帝国が勝利して下関条約が締結された1895年まで続くことになる。三田渡の屈辱により仁祖は逆に「反清親明」路線を強く出し、滅亡寸前の明へ一層事大していった。
政治・経済・外交とも混乱の極みの時代ではあったが、この時代には、宋時烈・宋浚吉などの学者を輩出し、朝鮮朱子学である性理学の大きな発展が見られた。一方でこれらの朱子学は党争をかき立てた。
仁祖は貨幣経済の立て直しを図った。朝鮮では貨幣の材料である銅を日本に依存していたため、慶長の役以降はまともな貨幣が造れない状態が続いていた。仁祖は貨幣としての価値を失った「朝鮮通宝」の代わりに「常平通宝」を流通させ、貨幣経済の流通を促そうとしたが、後の2つの胡乱などにより、思うように進まなかった。再び充分な量の貨幣が流通し出すのは1678年の粛宗の時代に入ってからになる。
次代の孝宗の時代に入ると反清論はさらに高まり、北伐論が持ち上がり、軍備の増強が進められた。しかし、征清の機会は訪れないまま北伐は沙汰止みに終わった。この時期、ロシア・ツァーリ国が満洲北部の黒竜江まで勢力を広げており、清の要請に応じ、征伐のための援軍を派遣（1654年と1658年の羅禅征伐）している（清露国境紛争）。
清の中国での覇権が確立した第18代顕宗の時代に入ると、社会的には平穏な時代が続く。しかし発達した朝鮮朱子学が禍となり、西人と南人により礼論と呼ばれる朝廷儀礼に関する論争を原因とする政争が政局の混乱をもたらした。その中でも服喪期間に対する論争で、西人派が勝利し、南人派は勢力を殺がれた（己亥礼訟） 。顕宗は終わりのないこの論争を止めさせるため、1666年に服喪期間に関する取り決めを行い、これ以上論争を起こした場合は厳罰に処すと取り決めた。だが1674年に孝宗妃の仁宣王后が亡くなると再び服喪期間の論争が巻き起こり、今度は逆に西人派が失脚し南人派が朝廷を掌握するようになる（甲寅礼訟）。

#### 粛宗による換局政治
次代、粛宗の時代に入ると党派政争はさらに激しくなり、その対策として粛宗は礼論を逆手にとり、わざと政権交代を繰り返す換局政治を行うことで、党派勢力の弱体化と王権の拡大を試みた。1680年の庚申換局（キョンシンファングク）で西人に権力を掌握させると、1689年には、己巳換局（キサファングク）で今度は南人の手に政権が移った。1694年の甲戌換局（カプスルファングク）で再度西人に権力が移るという具合であった。その後西人は老論と少論に分裂する。
粛宗は胡乱以来続いていた民政の安定を図り大同法の適用を拡大し、社会の安定に力を入れた。また常平通宝の鋳造・流通を行うなど経済政策にも力を入れた。この時代には清との間での領土問題や日本との間に鬱陵島とその周辺の島々をめぐる帰属問題が起きた。江戸幕府は鬱陵島を朝鮮領土として承認し、同島への日本人の立ち入りを禁止するという協約を結んだ。猶現在日韓で問題となっている竹島＝独島の帰属問題で、韓国側はこの交渉の際竹島＝独島は鬱陵島と同様に朝鮮領土と合意されたと主張しており、対して日本側はこの交渉に竹島＝独島は含まれていないと主張している。
1720年に粛宗が亡くなると再び党争は激化し、老論と少論の間での政争は絶え間なく続いた。景宗が即位すると、主力勢力であった老論が権力争いに敗れ、少論が政局を握った。政権を奪った少論派は1721年から1722年に渡って、老論の粛清を行った（辛壬士禍）。

#### 蕩平策による王権強化
景宗は短命で亡くなり、1724年に第21代王として即位した英祖は熾烈な党争を抑えるために、蕩平政治を行い、要職に就く者を各党派からバランス良く登用する事で政争を抑えた。蕩平策は始め老論、少論を中心に人材登用していたが、1728年には朝廷から追放された少論、南人派による李麟佐の乱が起きるとそれを逆手にとり、南人、小北にもその適用を拡大し、これら4党派を均等に登用することで政治のバランスを取ろうと試みた。各党派は自己の党勢の拡大のため、様々な策を弄してこれに対抗したが、英祖は逆に蕩平策を強化し、同党派同士の婚姻の禁止、蕩平科の設置など、更に蕩平策を強化し、政治は安定した。
その裏で各派は、世子問題などを利用して主導権を握ろうとの計略を何度も実行していた。代表的なのが荘献世子事件である。1762年英祖が、健康上の理由で荘献世子に公務の代理を務めさせようとすると、南人・少論・小北の勢力は荘献世子側に付き、老論の勢力はこれに反発する継妃の貞純王后や王女の和緩翁主などを巻き込み、英祖との離間策を試みた。この策は上手くはまり、荘献世子は精神を病んでしまい異常行動を取るようになった。それに激怒した英祖は自決を命じ、最終的に荘献世子は庶民に落とされ、米びつに閉じ込められ餓死させられる。事件後、荘献世子には「思悼」と言う諱号が送られた。この事件を深く悔やんだ英祖は蕩平策をさらに強めるが、朝廷内の党派はさらに分裂を生じ、荘献世子の死は正当であるとする老論を中心とした僻派（時流に逆らう派閥という意味）とその死に同情し、不当とする南人・少論を中心とした時派に分かれ、それぞれの党派がどちらかに属すなど、党派の分裂はさらに混乱を極めた。
なお、この時代の1763年には日本へ赴いた朝鮮通信使がサツマイモを持ち帰っており、飢饉時の食糧対策として取り入れられた。
英祖の晩年になると、水面下で行われていた党争は再び表面に現れて来る。英祖の治世期間は52年と非常に長く、次代の正祖の時代に入ると新たな局面を迎える。謀殺された荘献世子の息子であった正祖は、1776年、王位に就くと反対勢力である老論の排除を始め、自らの側近で朝廷内を固めた。その代表格が洪国栄であり、洪国栄が実際の政務を取り仕切っていた。この時代を洪国栄の勢道政治の時代と呼ぶ。しかし1780年王妃毒殺未遂事件が発覚すると洪国栄は追放され、正祖による文化政治が行われる。基本的には英祖の蕩平政治の継承であり、派閥ではなく実力によって、人材登用を行うという政策であった。英祖晩年に劇的に構成が変化した党派、僻派と時派を中心にした蕩平策を取り入れた。正祖は党争を嫌っていたものの、父の死を正当とする僻派勢力よりも父の死に同情的な時派寄りの立場を取った。しかし、僻派と時派による政治的党争は依然として続いたままであった。

#### キリスト教カトリックの伝来と弾圧
この頃に中国を経由してカトリックが流入してきており、そのカトリックの儀式が儒教の儀式と相反することから、このことが党争の争点となってくる。僻派はカトリック葬礼などの儀式は儒教の礼儀に反するものだと攻撃し、攻西派を形成した。一方、時派勢力はカトリックを黙認したり、受容するなどの動きを見せ信西派の勢力を形成した。この問題は朝廷でも問題になってきており、1791年に最初のカトリック弾圧事件（辛亥邪獄）が起きた。攻西の僻派は徐々に勢いを取り戻してくる。1795年に中国人神父の密入国事件が起きると、更に僻派は勢いを増し、蕩平政治は崩壊する。信西派の多い南人勢力はほとんど追放され、老論僻派のみが朝廷に残っているという状態であった。この時代は英祖の50年以上にわたる文化政治と清からの西洋文明の流入もあいまって、文化的発展を見た時代でもあった。しかし党争の激しい朋党政治は行き詰まりを見せ、既に崩壊寸前であった。
1800年、純祖は10歳で即位したため、英祖の継妃であった貞純王后が代わりに執政を行った。貞純王后は蕩平政治を完全にやめ、僻派の利権を優先する政策を採った。そのために蕩平支持派の勢力を大量殺戮し、僻派の要人を大量登用して僻派政権を樹立させる。一方で、1801年、王朝を守るためとの理由でカトリックの弾圧を強化した（辛酉教獄）。この弾圧でカトリック信者、巻き込まれた者もあわせて数万人が犠牲になったと言われている。カトリックへの弾圧はこの後も1815年、1827年、1838年、1839年（己亥教獄）、1846年（丙午教獄）、1866年（丙寅教獄）など、断続的に行われた。

### 安東金氏の勢道政治から大院君へ
1802年、金祖淳の娘が王妃純元王后になる。1804年、14歳になった純祖による親政が始まった。金祖淳は時派に属していたが、党派色を表に出さない事で貞純王后の士禍から逃れることが出来た。1805年貞純王后が亡くなると、金祖淳は王の外戚として政治の補佐を行うようになり、貞純王后によって登用された僻派の要人を大量追放する。その一方で、王の政治を補佐するとの名目で、自分の本貫である安東金氏の一族から大量に人材を登用する。このことで士林派による政治は終焉を迎え、金祖淳を筆頭にした安東金氏が政治を壟断する勢道政治の時代が始まる。安東金氏による政治の専横が始まると、官職から追放された両班があぶれ、また政治綱紀が乱れ汚職・収奪などの横行が頻繁に起こるようになり（三政の紊乱）、農民反乱が頻発した（朝鮮後期の農民反乱）。1811年に起きた洪景来の乱は農民だけでなく、西北地方への地域差別に対する反発や没落両班、新興地主などを巻き込んだ大規模な反乱となったが、1812年に鎮圧された。安東金氏は次代、わずか7歳で即位して22歳で崩御した憲宗、次々代王哲宗にも王后を送り込み、外戚として権勢を振るった。勢道政治は、哲宗の時代に絶頂を迎え、59年にわたって朝鮮の政治を牛耳っていた。

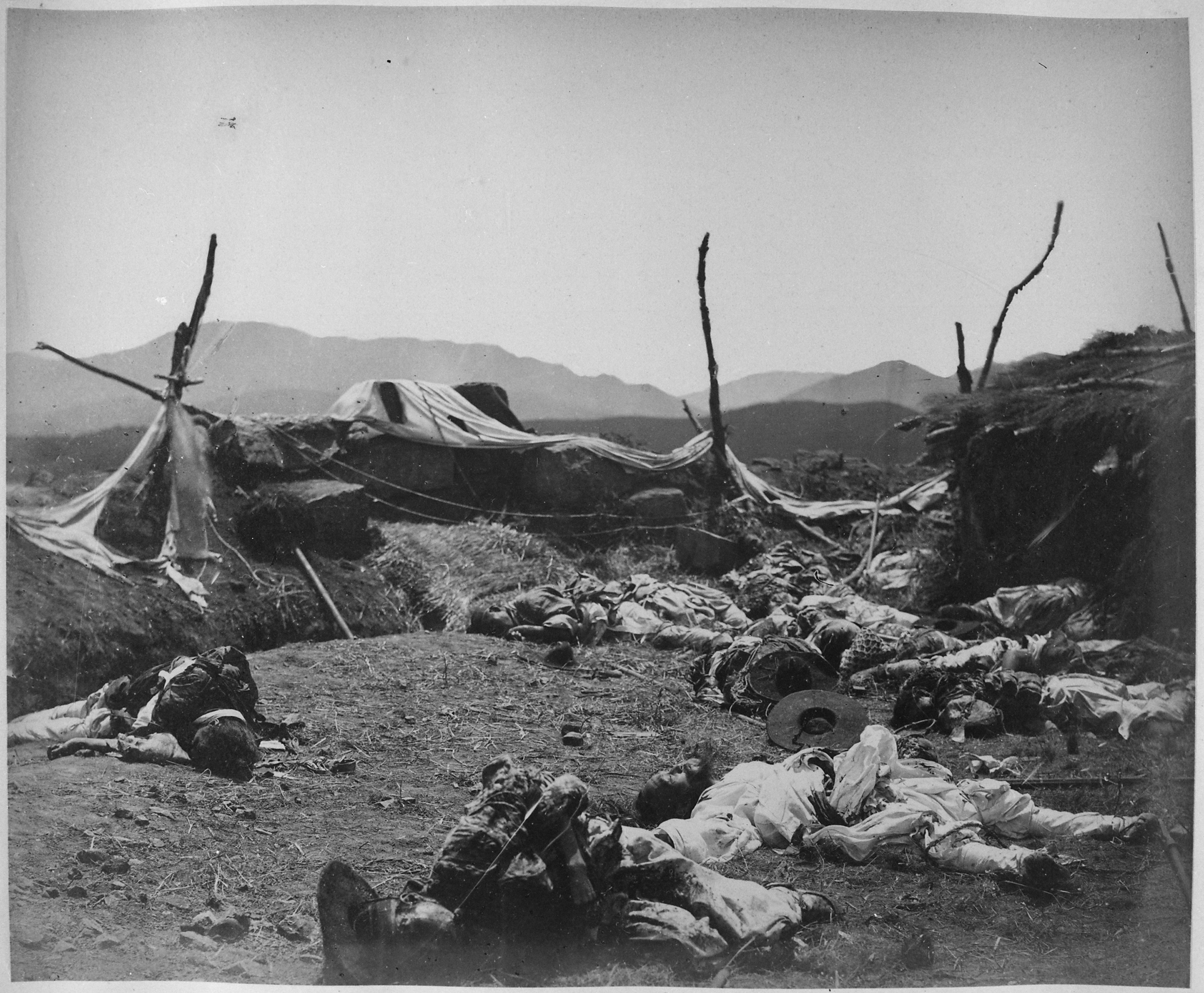
アメリカ軍によって占領された江華島の要塞（1871年）

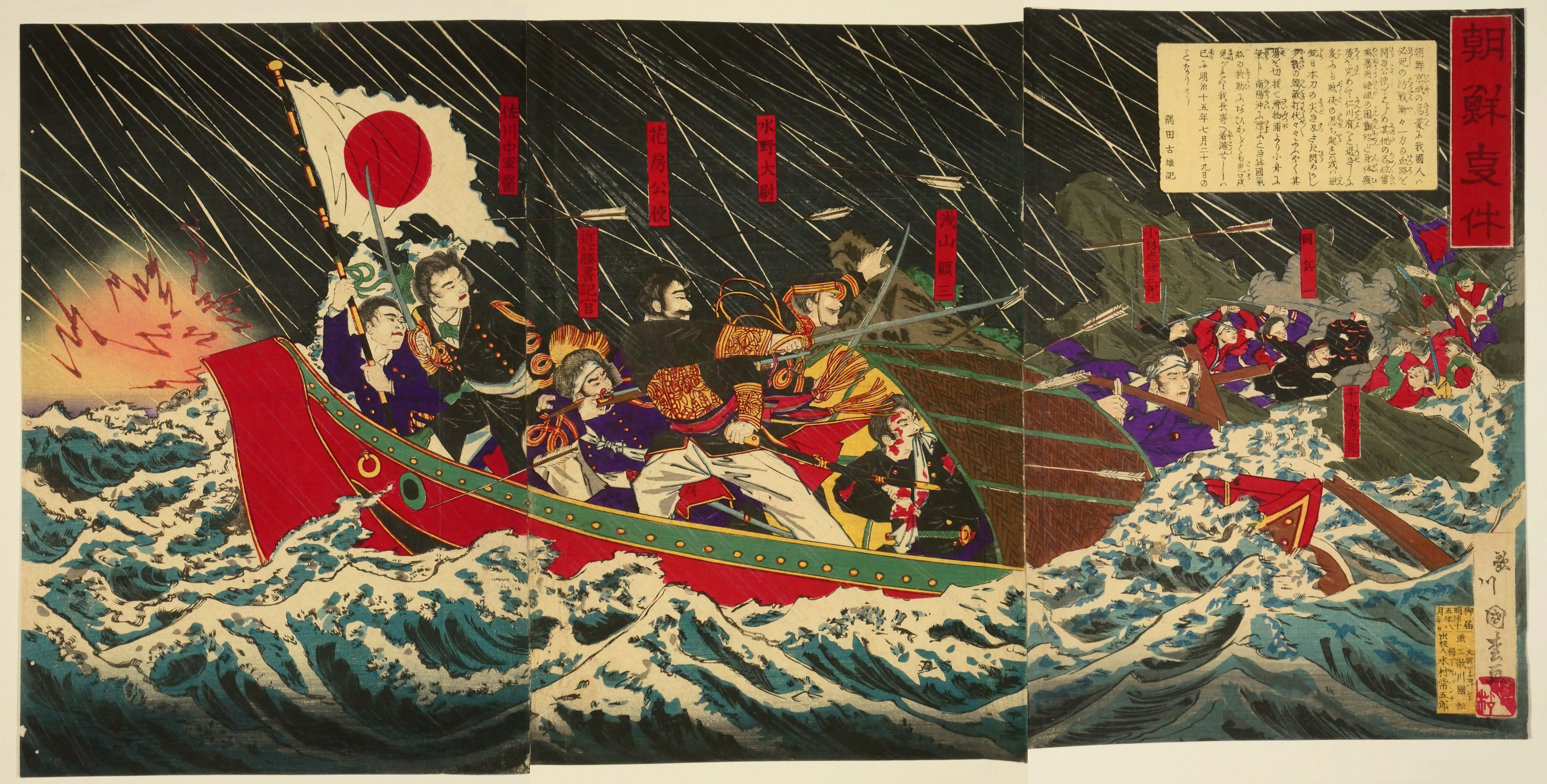
壬午事変で焼き討ちされた日本公使館から脱出する公使館員（1882年）

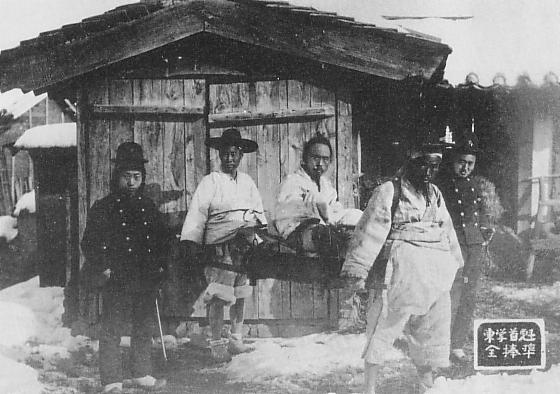
甲午農民戦争の首謀者として逮捕された全琫準（1894年）

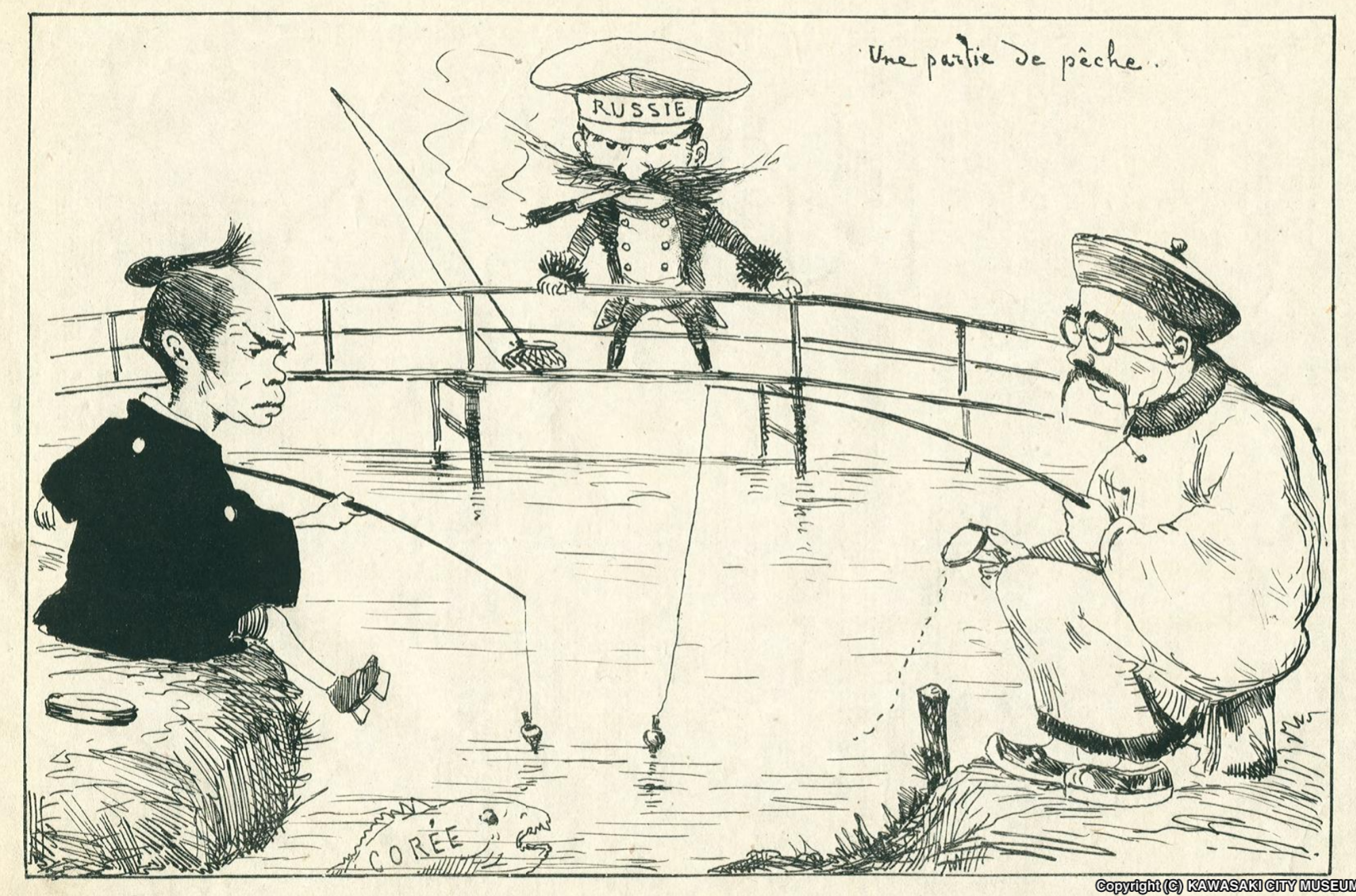
ジョルジュ・ビゴーによる当時の風刺画（1887年）
日本、中国（清）が互いに釣って捕らえようとしている魚（朝鮮）をロシアも狙っている

18世紀後半から英仏は新たな植民地獲得を目的として、ラ・ペルーズやウィリアム・ロバート・ブロートン、バジル・ホール、カール・ギュツラフらが相次いで朝鮮半島付近を探索し、中国がアヘン戦争に敗れると、朝鮮半島進出を本格化させる。1845年にはエドワード・ベルチャー率いるイギリスの軍艦が済州島付近の海域に侵入し、1846年には、フランス海軍が過去のカトリック弾圧に対する抗議行動に出るなど、西洋列強の干渉が始まる。一方、ロシアのプチャーチンは1854年に巨文島に上陸し、哲宗に宛てて開港を要請するニコライ1世の親書を送った。
安東金氏による勢道政治は、王権の弱体化と王朝の混乱を生じさせた。王族は直接政治へ関与できなかったために手をこまねいているしかなかったが権力奪取の動きが出てくる。1863年に第26代王高宗が即位するまで、依然、朝廷の権力は安東金氏が掌握していた。憲宗の母である神貞王后（趙氏）と李昰応（昰は日の下に正。興宣君）は、この権力構造を打ち破り、王権を取り戻そうと策を巡らせていた。李昰応は、安東金氏の目をそらすために安東金氏一門を渡り歩いて物乞いをするなどし、安東金氏を油断させる事で護身を図った。やがて哲宗が重病に陥ると、自らの次男の聡明さを喧伝し、哲宗が亡くなると神貞王后と謀り、自分の次男を孝明世子（翼宗）の養子とし、そのまま高宗として即位させた。神貞王后が高宗の後見人となり、李昰応は大院君に封ぜられ（興宣大院君）、摂政の地位に就いた。このとき高宗は11歳であった。
興宣大院君が摂政になるとまず行ったのは、安東金氏の勢道政治の打破であった。安東金氏の要人を追放し、党派門閥を問わず人材を登用し、汚職官僚を厳しく処罰するなどして、朝廷の風紀の乱れをただす事に力を入れた。また税制を改革し、両班にも税を課す事とし、平民の税負担を軽くした。

### 攘夷と開国
大院君政権は、迫り来る西洋列強に対しては強硬な鎖国・攘夷策を取った。この極端な攘夷策が、後の朝鮮朝廷の混乱の遠因となった。まずカトリックへの弾圧を強化し、1866年から1872年までの間に8千人あまりの信徒を殺害した（丙寅教獄）。この折のフランス人神父殺害の報復としてフランス政府は、1866年、フランス軍極東艦隊司令官のローズ提督は戦力のほぼ全て（軍艦7隻、兵約1300名）を投入して江華島の一部を占領し、再度の侵攻で江華城を占領する。しかし首都漢城へ進軍中に文珠山城と鼎足山城で発生した2つの戦闘で立て続けに敗北したフランス軍は漢城への到達を諦め1ヶ月ほどで江華島からの撤退を余儀なくされる（丙寅洋擾）。この2か月前にはアメリカ商船ジェネラル・シャーマン号が通商を求めてきたが、地元の軍と衝突し、商船は沈没させられてしまう（ジェネラル・シャーマン号事件）。アメリカは同事件を機に朝鮮へ通商と損害賠償を求め、1871年には軍船5隻を率いて交渉に赴いた（辛未洋擾）。この交渉が朝鮮側の奇襲攻撃によって拒絶されるとアメリカ軍は江華島を占領し、通商を迫った。しかし大院君の強硬な開国拒絶により、アメリカ軍は1ヶ月で交渉を諦め撤退する。

#### 閔妃一派によるクーデター
大院君はこれらの攘夷政策の成功を以って、さらに攘夷政策を強化するが、1866年になると王宮に入った閔妃の一族や大臣達が、大院君の下野運動を始める。1873年、閔妃一派による宮中クーデターが成功、高宗の親政が宣言され、大院君は追放される。一方で政治体制は閔妃の一族である閔氏が政治の要職を占める勢道政治へと逆戻りしていった。これ以後大院君は、政治復帰のためにあらゆる運動を行う事になり、朝廷の混乱の原因の一つとなった。
1875年に江華島周辺で停泊中の日本軍艦を沿岸陣地の砲台から攻撃した事件（江華島事件）が発生し、翌1876年に日朝修好条規（江華島条約）を締結して日本側に謝罪した。それ以降、閔氏一族らを主流派とする閔氏政権は、大院君の攘夷政策から一転して開国政策に切り替え、1882年にアメリカ（米朝修好通商条約）、中国（中朝商民水陸貿易章程）、1883年にイギリス（英朝条約）、ドイツ、1884年にロシア（露朝修好通商条約）、イタリア、1886年にフランスと通商条約を結んだ。一方で、開国・近代化を推し進める開化派と鎖国・攘夷を訴える斥邪派の対立は深刻になっていた。

### 攘夷派と揺れ動く閔氏政権
また、日本から顧問を呼び近代式の新式軍隊の編成を試みていたが、従来の旧式軍隊への給与不払いや差別待遇などが行われていた。これらに不満を持った旧式軍隊は、大院君・斥邪派（攘夷派）の煽動も有って、1882年に閔妃暗殺を狙い、クーデターに動いた（壬午事変）。この軍乱で新式軍隊の教育を支援していた日本も標的とされ日本公使館が焼き討ちにされ日本人が多数殺害された。一時的に大院君が政権を掌握するが、閔妃は清の袁世凱に頼みこれらの軍を排除、大院君は清の保定府に連行され幽閉された。
事変後には済物浦条約が締結され、日本に謝罪を行うとともに日本人保護のために日本軍の朝鮮駐留が認められた。清によって復権した閔氏政権は、親日開明政策から開明に消極的な親清政策へ大きく転換する事になる。高宗は李鴻章に外交顧問の推薦を依頼し、ドイツ人のメレンドルフが推挙された。清と結ぶ保守的な事大党が権力を握り、日本と結んで朝鮮の清からの自主独立と近代化をめざした開化派（独立党。金玉均、朴泳孝ら）と対立し、親日開化派は孤立した。また混乱から国内では反乱が生じる。1884年12月、開化派がクーデターを起こし、閔氏を排した新政府を樹立するものの、袁世凱率いる清軍の介入により3日間で頓挫し、清国軍と朝鮮人によって日本公使館は焼き払われ日本人数十人が殺害され、金玉均らは日本に亡命した（甲申政変）。事件後には守旧派によって開化派への処刑が徹底的に行われ、甲午改革は途中で挫折し、清国の影響力が増大した。1885年にはイギリス軍によって巨文島が占領された（ポート・ハミルトン事件）。同年には袁世凱が駐箚朝鮮交渉通商事宜としてソウルに駐在し、朝鮮政府への監視を強化するようになった。
また1894年には東学党の乱（甲午農民戦争）が勃発すると親清派の閔氏勢力は清に援軍を求め、一方日本も条約と居留民保護、列強の支持を盾に介入し、乱は官軍と農民の和議という形で終結するが、淮軍と日本は朝鮮に駐屯し続けた。日本は閔氏勢力を追放し、大院君に政権を担当させて日本の意に沿った内政改革を進めさせた。しかし、攘夷派であった大院君はもはや傀儡に過ぎず、実際の政治は金弘集が執り行っていた。なお東学党の乱に先立つ1894年3月28日、金玉均が上海で閔氏勢力の差し向けた刺客により暗殺されている。

### 下関条約による清からの独立
1894年、駐留していた清軍と日本軍との間の軋轢から日清戦争が勃発し、日本軍が勝利すると、「清国は朝鮮国が完全無欠なる独立自主の国であることを確認し、独立自主を損害するような朝鮮国から清国に対する貢・献上・典礼等は永遠に廃止する。」とした日清間の下関条約によって朝鮮と清朝の冊封関係は終わり、朝鮮は日本によって清への服属関係を破棄し、独立国となった。しかしその後、朝鮮は宗主国をロシアに変える動きを見せ、閔妃はロシアに近づき、親露政策を取る事になる。これにより1895年10月に閔妃が惨殺される（乙未事変）。自分の后が暗殺された高宗は1896年、ロシア領事館に退避する（露館播遷）。1年後高宗は王宮に戻るが、これは国としての自主性を放棄するのに等しい行為であり、これにより王権は失墜し、日本とロシアとの勢力争いを朝鮮に持ち込む結果となった。1897年、朝鮮は大韓帝国と国号を改称し、元号を光武とした。
糟谷憲一は、下関条約ではなく、朝鮮が宗属関係を廃棄したことで李氏朝鮮は『独立』したと主張している。「開国をもとめる欧米列強にたいして朝鮮が交渉を宗主国清に委ねたところから、清との宗属関係が強化・再編」、列強との条約も清の強い指導のもとに行われ、そのことに反発した朝鮮が「宗属関係を廃棄、ここに朝鮮の『独立』が実現した」結果、列強が清に気兼ねすることなく朝鮮に進出する契機を与えることになったとしている。

### 日露戦争後の日本による保護国化
1904年2月、朝鮮半島などを巡って日露戦争が勃発し、日本が勝利する。敗北したロシア帝国は「日本が韓国において軍事上、経済上に卓越した利益を有することを承認し、日本が韓国に指導、保護および監理の措置をとることを妨げない」など韓国における日本の優越権の承認などを含んだ ポーツマス条約を日本と締結する。翌1905年11月には第二次日韓協約が締結され、事実上保護国となった。日本は朝鮮（大韓帝国）の外交権を接収し、内政・財政に関しても強い影響力を得て朝鮮の保護国化を推し進めていく。これら一連の主権接収の責任者となったのは伊藤博文であった。一方、高宗も第2回万国平和会議が開催される1907年オランダのハーグに密使を送り、列強に保護国化政策の無効化を訴え出るが、この主張は国際社会に拒絶されて、逆に朝鮮半島の日本による管轄権が国際的に認められる場を作った結果になった（ハーグ密使事件）。これらの動きに対し李完用などの親日派勢力、及び韓国統監伊藤博文は高宗に譲位するよう迫り、同年退位した。代わりに最後の朝鮮王、大韓帝国皇帝である純宗が即位した。
1906年、日本は韓国統監府を置き、伊藤博文を初代統監とした。日本政府内では併合派と反対派が拮抗しており議論が紛糾していた。元老でもあり日本政界に発言力を持っていた伊藤博文は併合派に対して異論を唱え、併合には反対の姿勢をとった。彼が併合に反対する理由として述べたのは、
1. 現在の保護国化状態でも実質的には併合した場合と同じく朝鮮を支配でき、又韓国進出の口実として用いてきた『韓国の独立富強』という建前を捨てることは却って益なしである。
2. 加えて財政支出の増大を招くことからも併合は勧められず、今は国内の産業育成に力を注ぐべきである。ということであった。

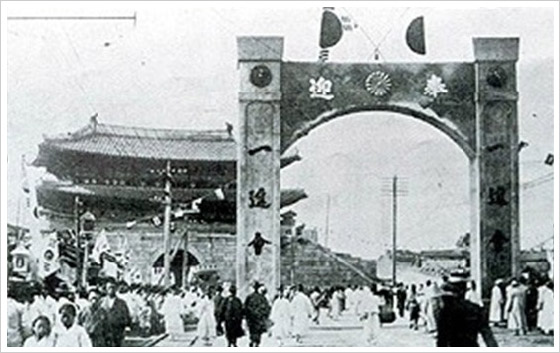
一進会によって漢城に建立された日本を奉迎する門（1907年）

### 伊藤博文暗殺と朝鮮王朝の滅亡
1909年10月26日に伊藤博文が安重根によって暗殺される伊藤博文暗殺事件が起こると、韓日合邦を要求する声明書が、一進会によって出されるなど併合派が優勢となり韓国併合および大韓帝国の滅亡は決定的なものとなった。日本政府は一進会や日韓併合派の李完用とともに交渉を進め、1910年8月22日に韓国併合ニ関スル条約が締結、ここに大韓帝国は日本の一部となり、朝鮮半島の国家は完全に消滅した。なお、韓国皇族は日本の皇族に準じる地位（王公族）に封ぜられ、処刑もしくは追放などの厳罰処置は行われなかった。
日本に併合されて（大韓帝国が滅亡して）まもなく、李氏朝鮮の宗教指導者や民衆は、日本による統治政策に対しての不平不満のため、三・一独立運動と呼ばれる反日蜂起を起こすが、朝鮮総督府当局により鎮圧される。

## 政治

### 国王

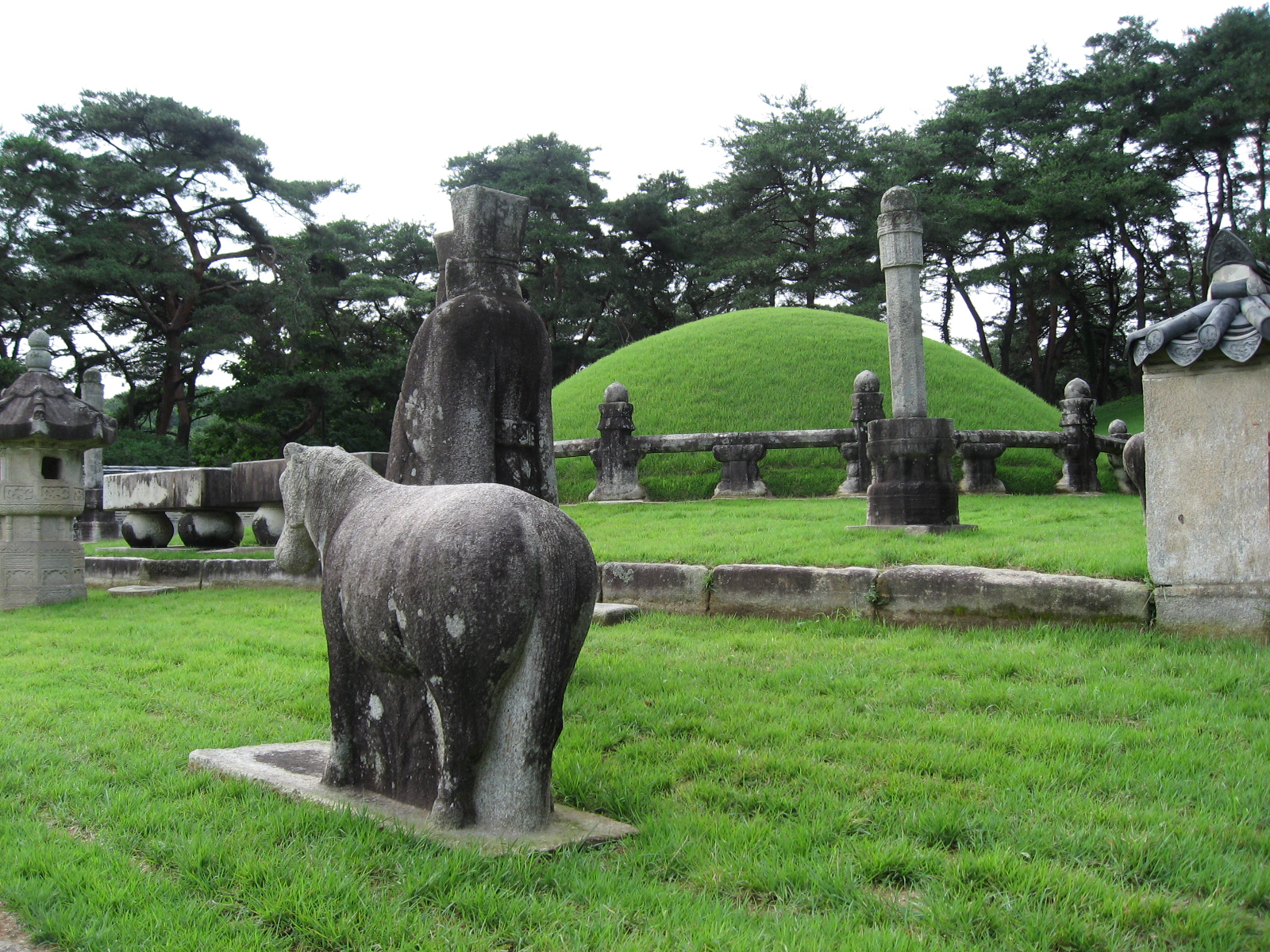
世宗の王陵

朝鮮の国王は、全州李氏の出自である初代国王李成桂の子孫（李王家）によって世襲され、国号を大韓帝国と改めた高宗までの間に26代を数えた。中国に倣った朝鮮の国制によれば国王は国家の最高権力者であるが、明では廃止された合議制による宰相の制度があり、中国ほど徹底した専制制度ではない。また、上述のとおり王族の李氏は女真族系の出自であるとする説がある。明や清の皇帝に臣従する立場から、国王・王妃・大妃の敬称に殿下を用いた。王位継承の第一順位の王子も「太子」という称号は使えず、王世子と呼ばれ、王世子・世子嬪（王世子の正室）の敬称には邸下が用いられた。1894年に独立を宣言してからは王・王妃等の敬称を陛下に改め、殿下は王太子・王太子妃の敬称となり、大韓帝国成立後は国王は皇帝、王太子は皇太子となった。

### 政権
李氏朝鮮の建国以来、政治の中心であり絶対的な権力を持ったのは国王であり、王は王位こそ継げる完全な世襲であったが、背後で実際に王を動かしているのが朝廷であり外戚と呼ばれる王妃を輩出する有力な両班であった、この構図は李氏朝鮮が終わるまで脈々と受け継がれた。さらにその外戚には党争が深くかかわっていた。
李氏朝鮮の歴史は党争の歴史でもあり、党争は朝鮮王朝期の最大の特色といわれるが、その原因については諸説があって一定した解釈はない。政権交代は対立する派閥の虚偽の謀反を王に通報で粛清という形が多く、多くの獄事が起こった。主な理由は、王権が微弱で十分に官人たちを抑圧できなかったこと、党争においては相手の政策的能力の指摘よりも道徳的欠陥や問題点を叱責することに集中するなど当時国教的位置を占めていた儒教、特に朱子学のもつさまざまな性格が政争にからんで利用され、事態を一層複雑にしていることであろう。党争の前駆をなすものとして通常指摘されているのは燕山君4年(1498年)に起った戊午の士禍 (世祖の即位をめぐる史論問題から発展した官人・儒林の対立抗争) や甲子の士禍 (1504年) 、乙巳の士禍 (1546年) などという一連の士禍があげられる。いわゆる士禍時代は儒林内部の争いの性格が強いが、宣祖1年 (1568年) 宣祖が即位してから党争は政治色を深め、党派の対立も露骨になった。すなわち同8年沈義謙を中心とする西人派と金孝元を中心とする東人派が対立し、東人はさらに分れて南人、北人となり、これを西人と合せて三色 (色は種類という意味) と呼ぶにいたった。この党争は光海君14年(1622年)までは東人が、仁祖1 (1623年) 年から顕宗15年 (1674年)までは西人が、というように相互に他を排して政権を争った。東西に分れてからほぼ1世紀、粛宗 (在位1675～1720) 代には老論、小論、南人、北人の四色となり、粛宗6年(1680年)までは南人が主流を占め、同 20年以後は西人がこれに代り、さらに西人は老論、少論に分れて対立するという有様で、一時英祖1年(1725年)に改革を試みたが功なく、朝鮮王朝末期まで持越された。
木村誠は「つねに中国の外圧を受けながら民族的成長をとげた朝鮮諸国」を指摘しており、義江彰夫は、日本の公武二重王権と朝鮮を比較して、双方ほぼ同時期に武人が政権の中枢に登場しながら、朝鮮では武人が独自政権を構築することなく、中央政権内部において実権を掌握するにとどまったことを「不断の外圧の存在の有無がこの分岐の決定的な要因であった」と指摘している。

### 官制

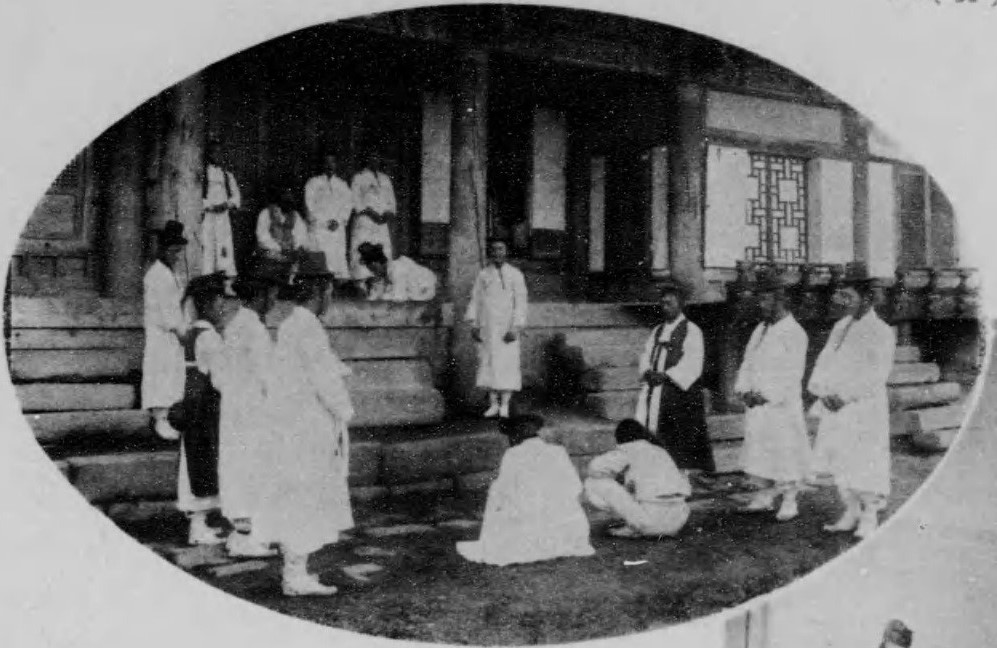
裁判風景

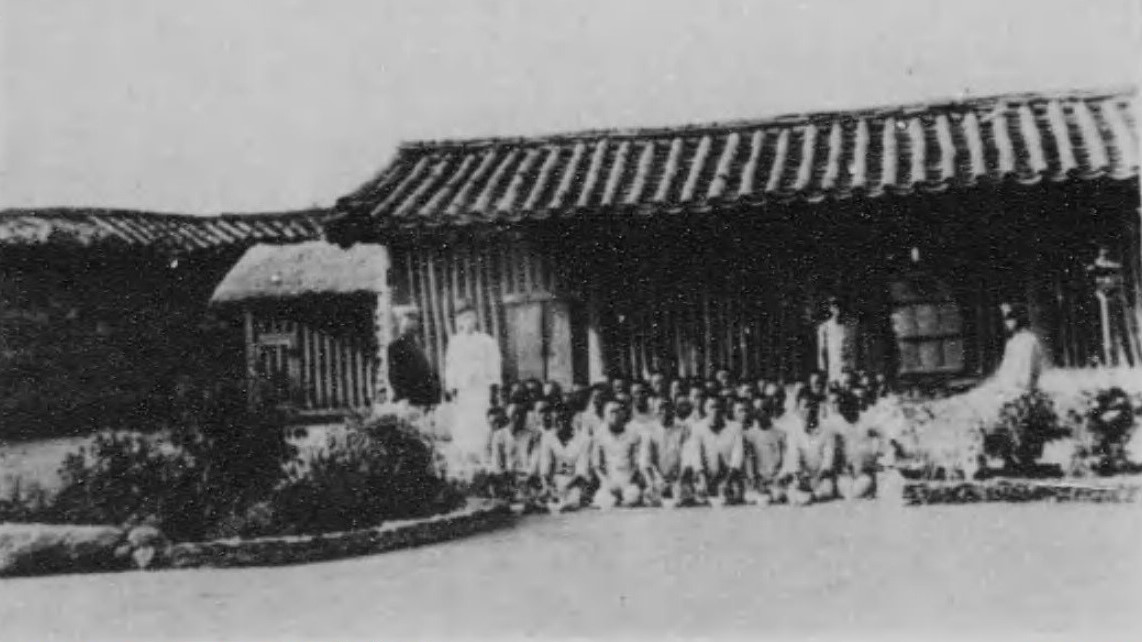
監獄

官の上下関係は、中国に倣った官品制をとる。それぞれの官には対応する品が定められ、品は一品を最上位とし、以下、二品、三品、と一品から九品までの九階に分かれていた。各品には正と従の区別があり、正一品の官が最上位、従九品の官が最下位となる。その中で正三品は堂上と堂下に分かれ堂上官は王宮に上がり王と対面する事が可能だった。一般的に高官と呼べるのは従二品以上であり、品階により、住居・衣服（〜従三品:赤官服、正四品〜従六品:青官服、正七品〜:緑官服）・乗り物などに差が付けられていた。これらの官職は常時改変が為されていたが正式にまとめられた形で出てくるのは世祖時代の『経国大典』による。
官は、大きく内府である女官の内命婦、外府である京官職および外官職に分かれる。また、王族女子・功臣・文武官の妻に対する官位（外命婦に属す）もあるが、名目上のものであった。それ以外では、中国からの使節の応対を行う非常勤職の名誉職奉朝賀、宮殿の内侍を行う内侍府（大抵、宦官が職務に付き王の身の回りの雑務を行う）、雑役に従事する雑職などがあった。
王朝に仕える諸官は科挙を通じて、文官は文科、武官は武科によって選抜され、武官は文官に比べて常に地位が低く置かれていた。また中人階級が就ける技術職は更に下に位置し、雑科によって選抜された。特に李氏朝鮮初期の王子達の私兵による争いの後は、武官・軍事に関しては厳しく管理されていた。また、各官府には官職・官位の上限があり、決められた品以上に就くことは出来なかった。
王族は宗室と呼ばれ、自動的に京官職の宗親府に属する。宗室も一般の官と同様に正一品が最上位になるが、王の子（大君・王子君・公主・翁主）は位階制度の上にあって品を持たない。最も上の官職は君と呼ばれ、正一〜従二品が与えられる。外戚や功臣なども忠勲府に属し、最高位を正一品とした官職が自動的に与えられた。忠勲府の最高位は府院君であり、次が君である。従って君と言う称号は王子・王族の事を差す訳ではない。
行政の最高機関は議政府であり、基本的に文官のみが付くことが出来た。議政府の最高位は正一品の領議政であり、その下に同じく正一品の左議政と右議政が居た。他の正一品の官職には各院・各府の都提調・領事などがある。
議政府の次に位置するのが正二品の判書であり六曹の大臣やその他の官衙長官の職務を担当し、判書を補佐するのが従二品の参判や、正三品堂上の参議であった。
また、功臣の子弟や外戚は成年すると自動的に忠勲府や宗親府に配された為に科挙を受けなくても官品を受けることが可能であり、まず役職を授かってから科挙を受け、官僚になることが多かった。

### 地方行政

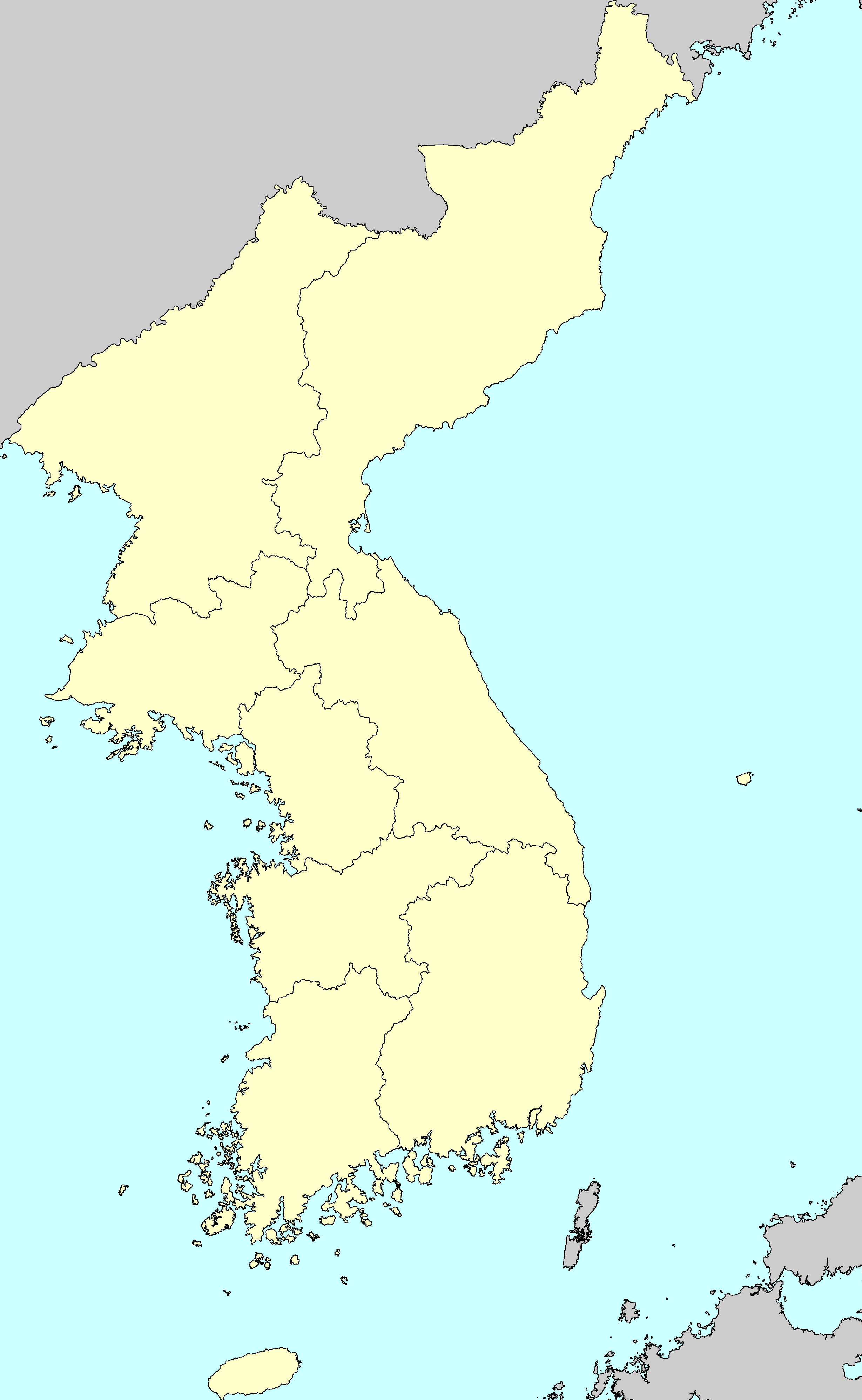
朝鮮八道

朝鮮八道という、大きく8つの道に分けて行政を行った。
- 朝鮮八道
  - 咸鏡道 （咸鏡北道・咸鏡南道・両江道の一部・羅先特別市 北朝鮮）
  - 平安道 （慈江道・平安北道・平安南道・両江道の一部・平壌直轄市・新義州特別行政区 北朝鮮）
  - 黄海道 （黄海南道・黄海北道 北朝鮮）
  - 江原道 （江原特別自治道 韓国 / 江原道・金剛山観光地区 北朝鮮）
  - 京畿道 （京畿道・ソウル特別市・仁川広域市 韓国 / 開城特別市・開城工業地区 北朝鮮）
  - 忠清道 （忠清北道・忠清南道・大田広域市・世宗特別自治市 韓国）
  - 慶尚道 （慶尚北道・慶尚南道・釜山広域市・大邱広域市・蔚山広域市 韓国）
  - 全羅道 （全羅北道・全羅南道・光州広域市・済州特別自治道 韓国）

現代の北朝鮮・韓国の行政区分もこの朝鮮八道を元にしている。また、首都漢城と開城・江華・水原・広州の4都は直轄地とされ京官府に属し、漢城は漢城府が、四都は各府の留守職がこれを治めた。

### 統治の特徴
朝鮮時代の特徴は500年の長きにわたって続いた儒教道徳、その中でも朱子学に基づく統治である。これは身分制度を強固なものとし、差別意識を助長したり、数多くの派閥抗争を引き起こし、かつ対抗派閥への攻撃の大義名分などの手段として使われ、さらに技術・労働階級の蔑視による技術発展の阻害、軍事の弱体、愚民化や現実に沿わない外交、内政を支配者に行わせる原因となった。その一方で儒教は高麗末期の腐敗仏教を打破し、また王朝後期には革新思想が生まれてきたように知識人が政治や社会の変革を考える要因ともなった。儒教の影響力がかなりの程度減じた現在の韓国・北朝鮮でも、このような儒教の二面性は形を変えつつ存続しているとされている。
日本の統治下で育った韓国の朴正煕元大統領は自著『国家、民族、私』で、朝鮮について次の言葉を遺している。
「四色党争、事大主義、両班の安易な無事主義な生活態度によって、後世の子孫まで悪影響を及ぼした、民族的犯罪史である」
「今日の我々の生活が辛く困難に満ちているのは、さながら李朝史（韓国史）の悪遺産そのものである」
「今日の若い世代は、既成世代とともに先祖たちの足跡を恨めしい眼で振り返り、軽蔑と憤怒をあわせて感じるのである」
現在の韓国では、この考え方は当時の大日本帝国の教育体制の影響を受けた「植民地史観」であり、つまり当時の日本は自分の支配を正当化するため「宗主国の日本こそ、朝鮮半島の人々を苦痛や悲しみや奴隷状態から解放させた恩人だ」という思考を植民地人である朝鮮人に教えたとされ、歴史教科書等では「朝鮮時代は素晴らしかったが、それを日本が奪った」と記述されている。

## 都市

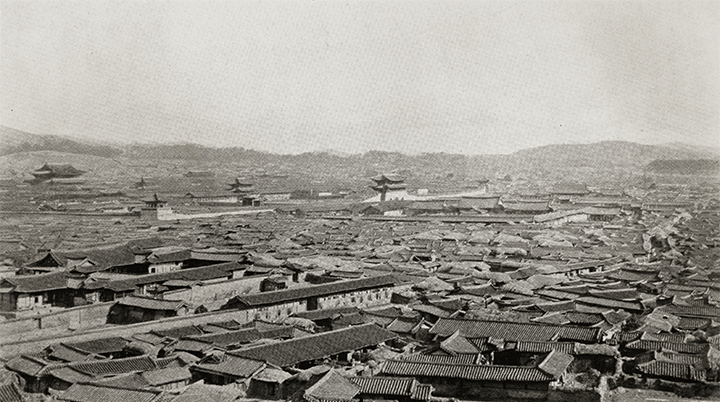
1894年の漢城

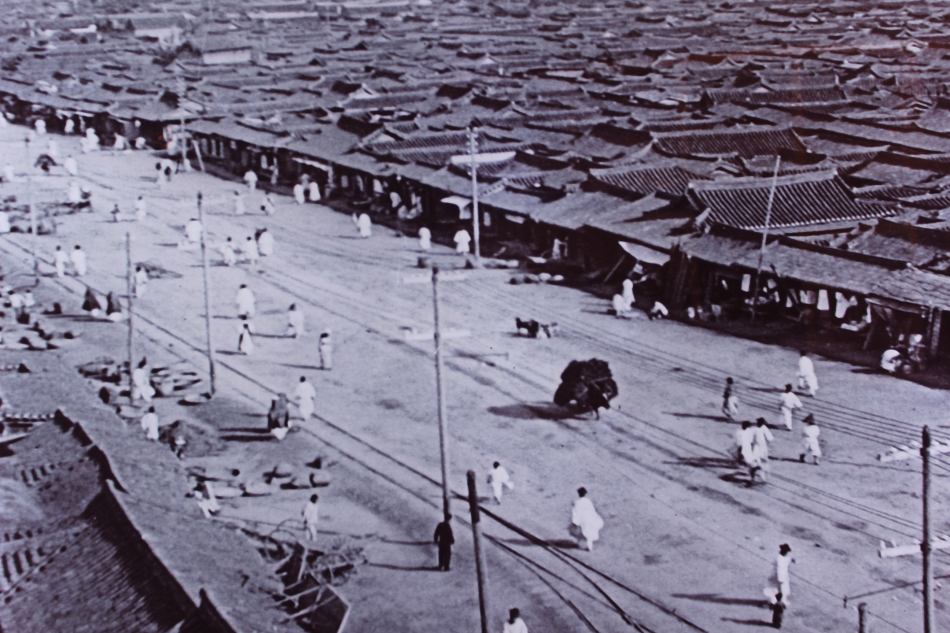
1903年の鍾路

当初は高麗を踏襲して開城を首都と定めていたが、間もなく漢陽（漢城、現在のソウル）へと遷都が行われた。その後、王子の乱等によって生じた混乱から、開城と漢陽を行き来していたが、第3代太宗以降は漢陽に落ち着く。
李氏朝鮮末の漢陽の人口は約25万と推定されている。儒教思想により、王宮より高い建物を建てることはできず、街には2階建ての建物は存在していなかった。風水思想とオンドルの効果を高めるために半階建てとも言える低い家が建てられていた。漢陽内の土地は全て国の所有物であり許可なく建物を建てることができず、階級・派閥によって居住区が指定されていた。

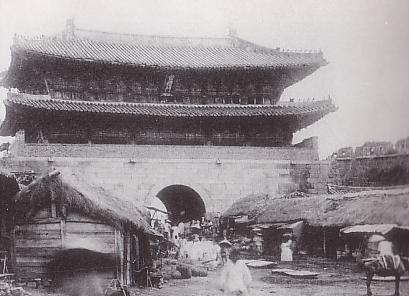
南大門前を占拠する假家、1890年代

首都内に土地を借り、建物を建てる許可を得るには年月がかかるため、民間人による街路の占拠が盛んに行われ、仮屋と呼ばれる建物により道幅は非常に狭くなっており、商店の建ち並ぶ通りは雑然とした雰囲気に充ちていた（土幕民を参照）。

### 衛生環境
韓国政府と日本の皇太子嘉仁親王の寄付（日本側の税金）で、ようやく本格的に公衆トイレの設置と道路の清掃作業が行われるようになった。それ以前の漢陽は道路も河川も汚物によって汚染されていた。開国後の李氏朝鮮を複数回にわたって訪れたイザベラ・バードは、漢陽（現在のソウル）を「世界でも指折りの不衛生な都市」と評した。これは公衆衛生という概念が無く汚水の処理などが殆ど行われていなかったためである。しかし、李氏朝鮮の後に成立した大韓帝国では、都市部の衛生環境の改善に一定の対策を講じており、1897年にイザベラ・バード氏が再び漢陽を訪れた際には、「不潔さで並ぶもののなかったソウルはいまや極東でいちばん清潔な都市に変わろうとしている！」と評した。同氏の原書(翻訳本だと削除されている場合がある)によれば、朝鮮総督府で財務顧問と税関総監に就任していたマクレヴィ・ブラウンの指導のもと上下水道の施設が行われたという。

### 植生環境
朝鮮各地では、伝統的な焼畑農業が行われ、また冬の寒さの厳しさからオンドルに使う薪にすることで大量の樹木が伐採されていた。朝鮮の大地は岩盤でできているため、木を切ると表土が流れ出してしまい、また植林をほとんど行わなかったため、李氏朝鮮末期には多くの山が禿げ上がった。鉄砲水など河川の氾濫は各地の水路を土砂で埋め農業生産性は低下し、農民は肥沃な土地を求めて満洲に移住した（間島）。朝廷も国家的に松の伐採を禁止したりしたが（禁松令）根本的な問題解決には程遠い状態であった。この植生問題は、日本統治時代に森林法が導入されることで山地の権利関係が明確になり、焼畑農業や無断伐採が抑制されることで次第に回復した。総督府によっても林道の整備や植林の推奨が行われ、この政策は大韓民国にも採用され、少なくとも韓国側では植生は大幅に回復している。

## 対外関係

### 明との関係
李成桂は明に「権知高麗国事(高麗国王代理、高麗国知事代理)」にしてもらった後に、新呼称「朝鮮」も選んでもらったが、李成桂は「朝鮮王」としては認めてもらえず、国号変更から死後まで「権知朝鮮国事(朝鮮王代理、朝鮮国知事代理)」のまま亡くなった。その後三代目である太宗在位時の1403年に永楽帝（明の第3代皇帝）によって「朝鮮王」の地位が漸く冊封された。以後、「権知朝鮮国事」から「朝鮮王」と名乗るようになった。

### 清との関係

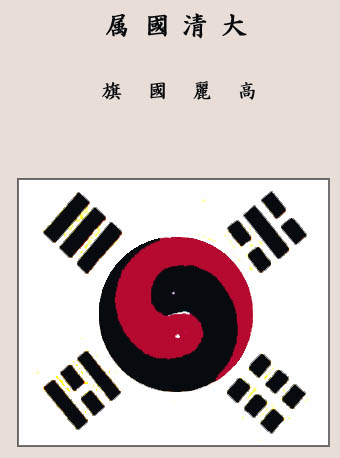
清国の支配が強化されることとなった壬午事変直後に制定された朝鮮国旗には「大清国属高麗国旗」と明記されている（1882年）（実物）

半島の北の満洲（マンチュリア）に住んでいた女真人とは紛争が繰り返されるとともに交易も行われていたが、朝貢に近い儀礼関係を結ばせていた。しかし、女真は同時に明に対しても服属していたため、朝鮮が女真に対して朝貢させていたことを明が咎めたこともある。朝鮮政府は女真を「胡」だとして「オランケ」と呼び、蔑視の対象にしていた。それだけに、17世紀に女真の建てた後金（のち清）に武力で服属させられ、さらに清に明が滅ぼされたことは朝鮮の思想界に大きな衝撃と影響を残すことになり、小中華思想となって表れた。
その後、日清戦争に至るまで500年に渡り、李氏朝鮮は中華王朝たる明および清の冊封体制の中にあり、中華王朝に事大の礼を尽くしていた。朝鮮の君主は中華王朝の皇帝を世界でただ1人の天子として敬い、皇帝に対する朝貢や、朝鮮に対する使節の歓待を礼を尽くして行い、『淮南子』の一節から「東方礼儀之国」と呼ばれた。このような思想を朝鮮の人々に浸透させるイデオロギーとして儒教が活用され、儒教の本場として中華王朝には敬意が払われた。
秀吉の日本軍の侵攻に際して明が援軍を出して助けたことは「再造の恩」と呼ばれ、17世紀には実力で屈服させられている清よりも恩のある明を敬うべきとする議論がなされる。事実、明から下賜された諡号は公式記録に残しているが、清に恭順した16代の仁祖以降は清から下賜された諡号を外交文書を除き、朝鮮王朝実録を始めとする全ての公文書から抹消し国内では隠していた。
事大主義をとっていた李氏朝鮮では、中華王朝の人間はたとえ犯罪者でも裁くことができず、本国へ丁寧に輸送すべきものとされていた。そのため後期倭寇最盛期には明人倭寇を討ち取ってしまい処罰される者が出るほどであった。
19世紀半ばのウエスタンインパクト以前の朝鮮にとって圧倒的に重要なのは中国である。それは、中国への外交使節の派遣回数を見れば歴然であり、燕京に派遣された燕行使は、冊封関係が終了するまで実に約500回に及び、それがウエスタンインパクト以後も派遣されている。朝鮮は中国を中心軸に置く歴史があまりに長く密度が濃いことから、ウエスタンインパクト以後、国際秩序の中心が欧米となり、中国が周辺に追いやられ、その対応に苦慮することになる。吉田光男は、「清との関係で言えば、初めは朝鮮は屈辱的な関係を強いられます。それまで明と安定的な関係を保っていましたが、南からの日本の攻撃による傷跡が癒えるまもなく、満洲族が興した清が北から攻めてきます。そして漢城陥落。国王は降伏の儀式を行わされ服従を誓わされます。それ以上に屈辱的だったことは、それまで野人と言って野蛮視していた満洲族の下に組み込まれたことでした。にも拘わらず、500回にも及ぶ使節を派遣する、しかも朝貢するというカタチで。心中は認めたくない、でもカタチとしては認める、そうしないと朝鮮の独立が保てない、といった苦衷を秘めながら。ところが100年も経つと、だいぶ認識が変わってきます。確かに支配者は変わったけれど、中国そのものは変わっていない。文化的には却って中華文明によって支配されている、というように。そして国内的にも、清朝から冊封されるということは正統な王朝であると国民が納得できる」と評している。
朝鮮が朝貢していた明や清の皇帝からはしばしば使節が派遣されるが、このとき朝鮮王みずからが皇帝の勅使に対して三跪九叩頭の礼を行い、皇帝に臣従する意を確認する儀礼が行われた。この儀礼のために漢城の郊外に作られたのが慕華館・迎恩門であり、国王は使節が漢城に至ると慕華館で出迎えて礼を尽くす慣わしであった。後に李氏朝鮮と清の冊封関係が終わると、慕華館は独立館となり、迎恩門は破壊された（後述）。

### 日本との関係

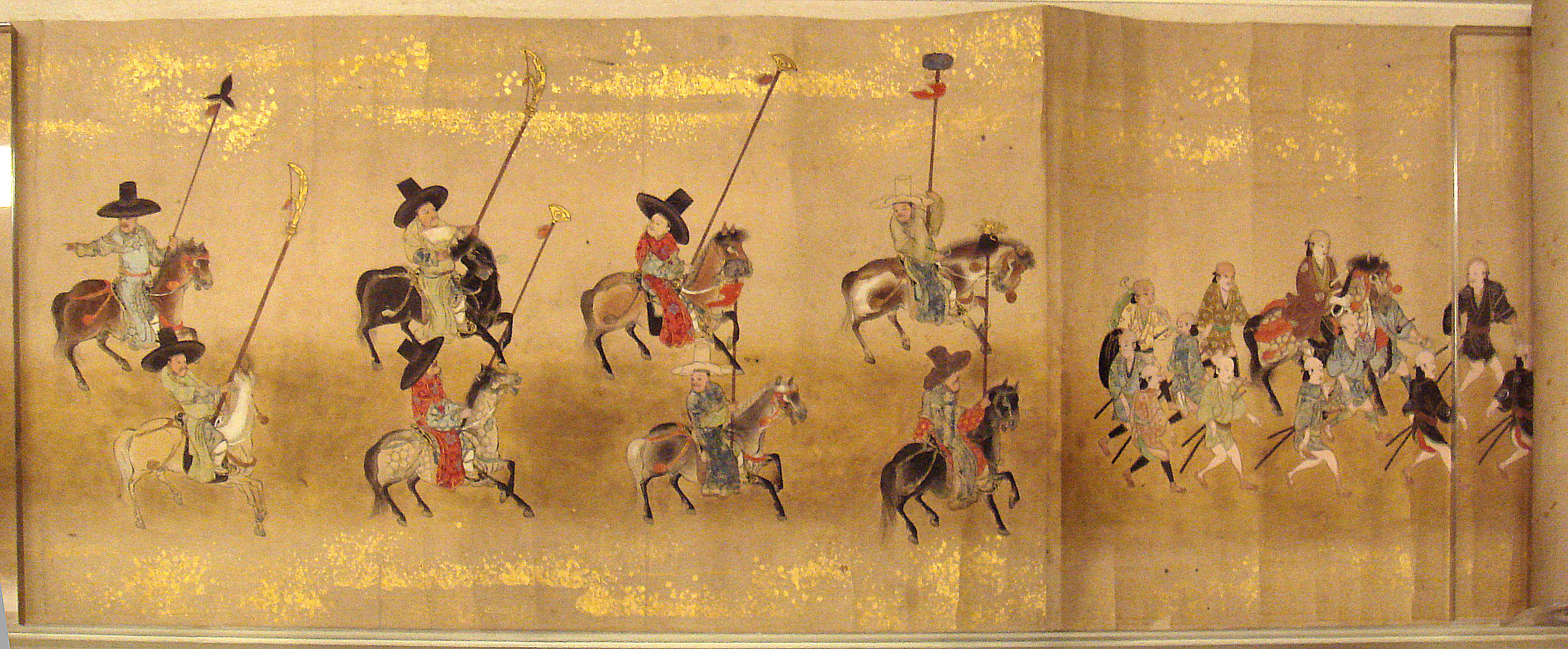
朝鮮通信使

中国以外の国や民族に対しては、自身を中華世界の上国として位置付け、交易や政治関係において朝鮮国王への服従を要求する擬似朝貢体制をとった。明が滅び清が興ると（明清交替）、中原の中華文明は滅んだとみて朝鮮こそが中華文明の正統な継承者だと考えるようになった。いわゆる小中華思想である。そこで李氏朝鮮は、周辺国の女真・琉球・日本とは交隣外交を繰り広げた。それは、女真・琉球・日本の野蛮国は獣の類だから人間付き合いはできないが、放っておいたら噛みつくため適当にあしらうという差別外交である。
南の日本人に対しては、倭寇を防ぐために、交易を認めた者も倭館と呼ばれる居留地への居住を義務付け、厳しく取り締まった。倭館ははじめ富山浦（釜山）、乃而浦（昌原）、塩浦（蔚山）の三浦にあり、三浦倭館と呼ばれたが、1509年に起こった三浦の乱やその後の倭寇事件で釜山一港に限定された。また1592年に勃発した文禄・慶長の役によって日朝の国交は断絶したが、財政の存立を朝鮮貿易に依存していた対馬藩は国書を偽造するなどして（柳川一件）、1609年には日朝が己酉約条を結び、釜山に倭館新設も認められた。日本使節の漢城上京は認めておらず、日本からも使節を送ってもいないが、征夷大将軍の代替わりを祝賀する（主な目的は捕虜の帰還と日本への偵察であった。通信使の接待費要は江戸幕府や各地の大名に多大な出費であった為、朝鮮国からの交易や文化的な影響が薄れつつあった江戸幕府の末期に廃止された）朝鮮通信使が江戸を訪問し、対馬藩による釜山貿易も江戸時代を通じて続いた。日本側の記録では、通信使一行の犯罪行為による評判が悪く、のちの征韓論や韓国併合に繋がったとする説もある。朝鮮国王と日本の将軍の関係は、室町時代に足利氏が明から日本国王として冊封されたこともありおおむね対等として扱われ、それは併合まで続く。

### 西欧との関係
西欧人に対する反発はより強く、中国と日本、それに琉球王国などを除けば長く鎖国状態であった。朝鮮にとっては、西洋人は「禽獣」であって人間としても扱われなかった。ただ、ジョアン・ロドリゲスの『日本教会史』や、ルイス・フロイスの『フロイス日本史』など、日本や中国で布教を許されたスペイン人やポルトガル人の宣教師が残した記録のほか、済州島に漂着したヘンドリック・ハメルの『朝鮮幽囚記』等により、朝鮮の事情が断片的に西洋世界に知られることとなった。アルヴァロ・セメドの『中国史』や、マルティノ・マルティニの『満洲族の中国侵略史』では、17世紀初頭の朝鮮が明と清の板挟みになっている様子が描かれている。
18世紀後半には、さまざまな分野で西欧の影響を受けて、実学など新たな試みが見られた。19世紀初頭にキリスト教と西欧文化を弾圧する党派が主流になると一時それらは衰退したが、完全に消滅することはなく、開港後は再びその流れを汲んだ試みが続けられた。

### 近代の外圧
19世紀末期になると、朝鮮は西洋諸国や日本からの介入を受けるようになるが、とりわけ日本の干渉は日清戦争・日露戦争を通じて随一のものとなり、最終的に朝鮮を日本領土化するに至る。朝鮮は、西洋化を推し進めた日本人のことを「禽獣の服を着、禽獣の声を真似する」とまで侮蔑するようになった。
日清戦争において日本が清を朝鮮から駆逐すると、日本と清の間で締結された下関条約によって朝鮮と清との伝統的宗属関係は終りを告げた。その象徴としての迎恩門も破壊され、代わりに独立門が建てられた。朝鮮は日本の強い影響下に置かれるが、自ら皇帝を称する大韓帝国に国号を改めるなど自主独立の道を探る努力も続けられた。しかしその後も日本の強い干渉や日露間の対立などに巻き込まれ、最終的に1910年に朝鮮は日本に併合された。

## 社会階層

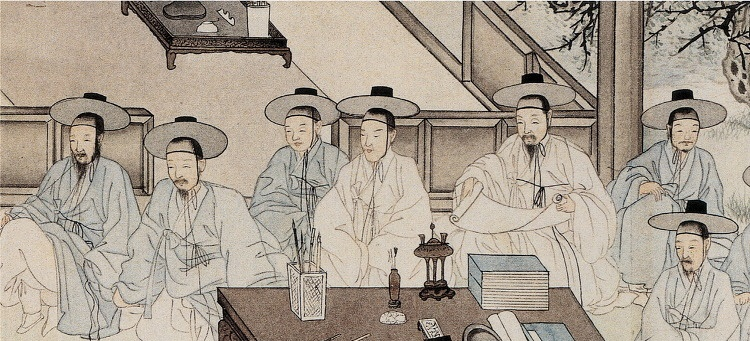
貴族階級である両班

朝鮮の社会は、中国式の戸籍制度によって社会階層は細分されていた。少数の特権階級（閔氏一族など）は互いに婚姻関係を持ち、それらが地主となり、要職に就くための科挙制度も支配することによって、富と権力を握っている社会であった。

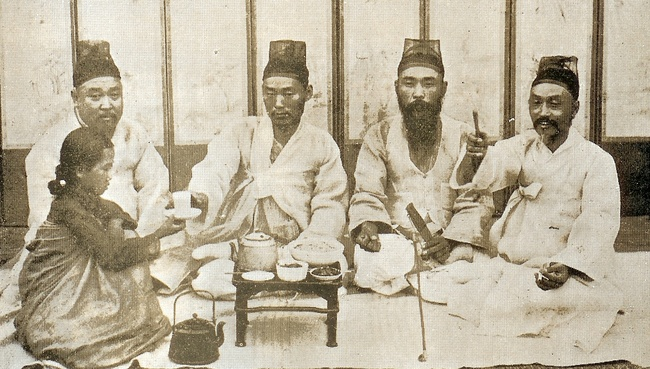
給仕する妓生(1910)

戸籍上の身分は、当初は良民と賤民（奴婢・白丁、妓生など）に大きく分かれていただけであったが、良民の中でも科挙を受けられる余裕を持つ階級とそうでない階級に次第に分化していった。その結果、良民は両班（貴族および科挙官僚を輩出する階層）・中人（技術官僚・下級官僚を輩出する階層）・常人（一般の農民）と言う3つの階層に細分化される。ただし、賤民は日本併合まで残り続け自らなくすことはなかった。
儒教を尊び、仏教を弾圧していたため、僧侶や工人、商人などは常人より低い地位に置かれていた。
社会階層は完全に固定されていたわけではなく、例えば科挙合格により中人から両班に上昇する一族もあったことが分かっている。しかし、李朝後期には身分制に対する社会統制自体が緩くなり、近代に近づくほど賤民層は激減し、両班層は激増している。これは身分の詐称や族譜の売買、朝鮮政府が富裕な農民や賤民に官位や官職を販売しそれが固定化されていったこと、また奴婢が良民の身分をあがなったり逃亡や両班の雇用人となることで身分転化が起こったものと考えられている。両班人口は17世紀の終わりには10%内外であったが、19世紀半ばには両班の占める割合が70%に達した地域もあったとする願望に近い説もある。だが、これはこの李氏朝鮮時代だけで国の人口を約半分に減らしたことに起因すると考えた方が自然だ。つまり常人以下の人口が飢餓によって極端に減った事を意味する。人口の倍増は日本併合まで待たねばならない。

## 民族構成
民族面では、建国の時点で朝鮮国内の北部にかなりの数の女真人が住んでいたが、李氏朝鮮王朝は彼等を国民として正当に扱うことはなく、国外の女真と同じように激しい蔑視や差別、迫害の対象であった。彼らは朝鮮政府と国外の女真との関係が悪化すると追放されることもあったが、次第に朝鮮人へ同化させられていったと思われ、この過程に於ける混血や言語的影響については詳しいことは分かっていない。
朝鮮末には朝鮮民族の均質化が進み、19世紀には逆に朝鮮民族が国境を越えて清やロシアの領域に移住していった。このような民族均質化の結果、王朝末期から現在にかけての朝鮮・韓国社会で少数派の民族コミュニティを形成しているのは華僑のみとなっている。なお現在の北朝鮮はしばしばナショナリズム高揚のため、「単一民族国家」を強調しており、韓国でも保守派、民族主義者を中心に根強く他民族との混血の事実を廃し、「単一民族国家」という意識が残存しているが厳密には多民族国家であり、朝鮮民族自体が東アジアだけで見ても極めて最近生まれた民族であることが分かる。

## 経済

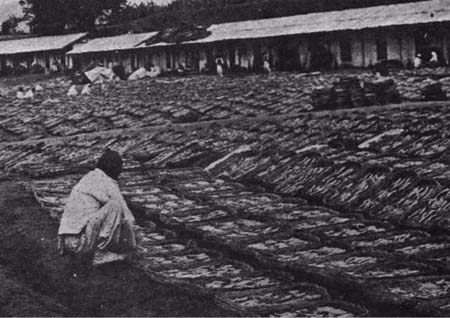
開城オタネニンジン

朝鮮半島では、李氏朝鮮王朝の時代になるとそれまで進展していた経済の発展にきわめて強い規制がかかった。朝鮮王朝のイデオロギーでは、商人に対しての人としての評価が低く、商品に対しての価値もなかった。そのため本格的な貨幣制度がなかなか定着せず、物々交換か麻布・綿布・米などの現物貨幣で取引された。李氏朝鮮王朝も何度か貨幣制度の導入を行ったものの、イデオロギーを無傷で温存したため根本的な解決はできなかった。
第4代世宗（1397-1450年）の時代に入り、金属貨幣である「朝鮮通宝」が発行され、本格的な貨幣経済への重要な一歩を示したが、流通量は少なく、秀吉や清の侵攻でそれまでも構築できていたとは言い難い国内の産業基盤が崩壊し、意図したほどの効果は上がらなかった。17世紀後半に至って「朝鮮通宝」の代わりに「常平通宝」を鋳造し、再び貨幣経済を振興させようとするが、金銀などを使用した高額貨幣の流通はあまりにも微少だった。また造幣を行う役人によって銅が横流しされ、その分を鉛で補っていたために市中でも貨幣に対する信頼度は低かった。
このような制約の中でも李氏朝鮮王朝後期の18世紀、19世紀には商人階級の勃興と富の蓄積、また両班の地位を金で購入することなどが広まり、朝鮮の商業は大きな進歩を見せた。しかしその後も支配者層の儒教イデオロギーに基づく介入が相次ぎ、また両班が一般民衆に対して常に過酷な財産徴収を行っており資本蓄積や資本による投資が不可能な状態であったことや19世紀初期の飢饉や反動政治などもあって、朝鮮における商業の発展は非常に障害が多かった。何もしない上、「官災」と災害扱いされるほどの拷問すら伴う場合のある収奪を行う両班に対しての不満もあって、蓄財は危険な行為とされ自分達自ら何もしないという選択肢しかなかった。
李氏朝鮮末期に至っても物々交換が中心であり、貨幣の流通は都市部に限られていた。開国後には西洋、中国、日本などの銀貨が流通し始める事によって、対外交易を行う釜山などを中心とした港湾部で高額貨幣の流通量が増大するが、それまでは極端な場合100ドル（本位銀貨で100枚）に相当する貨幣が朝鮮の銅貨では320,000枚となり、運搬するのに馬1頭を使わなければならないこともあるなど、非常に不便を強いられていた。工業においても商業と同様、人を雇って分業で何かを生産するような企業は全くの未発達で個人や家族での活動に限られていた。かように中国の属国意識から自らを打開しようともしなかった。
また、李朝末期まで商店はわずかな両班の使うものであり、一般民衆が使うことのできるまともな商店は存在していなかったか、あったとしても商店にある品を全て集めても当時の10ドル程度にしかならないものであった。そのため多くの民衆は露天市で物を求めた。
李氏朝鮮時代の交易は、中国との朝貢貿易、対馬を介した日本との交易、琉球との交易が中心であった。中国の朝貢貿易の主力は朝鮮人参、貂皮、海獺皮、昆布、日本から輸入した銀などであり、代わりに塩・生糸・絹織物などを輸入していた。対馬との交易は、中国から輸入した生糸や絹織物、木綿、朝鮮人参、穀類などを輸出し、代わりに銀や銅を大量に輸入していた。対馬との貿易のピークは18世紀中頃であり、金額ベースで日清・日蘭貿易をしのいでいたと言われる。しかし、日本銀の生産量が激減すると、江戸幕府は中国への銀輸出を規制すると共に自給自足政策を奨励したため、17世紀後半には木綿は自給できるようになり、また生糸、朝鮮人参に関しては18世紀後半に日本は自給体制を整えたために朝鮮からの輸出品目から外れた。また、1750年には朝鮮への銀輸出禁止令が江戸幕府から発布され、対馬との間の交易は以後限定的なものとなった。こうやって、どんどん衰退していくこととなる。

## 文化

### 廃仏崇儒
李氏朝鮮は儒教王国の実現に邁進した結果儒教文化が栄えたが、代々中国の属国であったため、すべて中国文化の縮小版であった。
李氏朝鮮の文化政策は、一言でいえば儒教の一派である朱子学を尊重し、仏教を弾圧したと説明される。しかし、太祖・李成桂が仏門に帰依していたため、本格的な廃仏運動が始まるのは第3代太宗の代からである。この時、朝鮮半島では多くの仏教寺院が廃され、242の寺のみが国家の統制下に残された。第4代世宗の時代にはさらに厳しくなり、寺院の数はさらに減らされ、仏教寺院が所有していた土地や奴婢の多くが没収された。このため、高麗時代の仏教遺跡が破壊されたり、仏像や文化財などの多くが海外へ流出した。たとえば、太宗時代に土橋の代わりに石橋を造ることになったが、十二神将の石仏を破壊し、その石材にするということを行った。
ただし、李氏朝鮮前期の廃仏政策は一貫性が無く、廃仏に積極的だった世宗は末期には仏教に帰依してしまう。また第7代世祖は、儒臣との対立から仏教を保護し、漢城府内に円覚寺と言う寺を建てた。この寺は、第10代燕山君の時代に破壊され、妓生を管理する建物に建て替えられている。第8代睿宗の時代には再び廃仏政策は強化され、第11代中宗時代は李氏朝鮮前期で最も仏教弾圧が厳しい時代であったが、中宗の3人目の王后である文定王后尹氏は仏教を信奉し、中宗亡き後の時代には外戚と共に王権を執権していたため、彼女の息子が王位についていた第13代明宗の時代には廃仏政策は緩み、仏典のハングル訳が出版されたり、仏教の復権に努めた。しかし、時流は完全に廃仏に流れており、仏教の復権は失敗に終わった。李氏朝鮮初期の崇儒廃仏政策はこの様に一貫せず一進一退を繰り返すが、第16代仁祖の時代に城内からの僧侶追放令が発せられ、ここに李氏朝鮮の廃仏政策は完成に至る。いまだに残る男尊女卑や差別意識、年齢信仰はこの儒教思想から来る。

### シャーマニズム

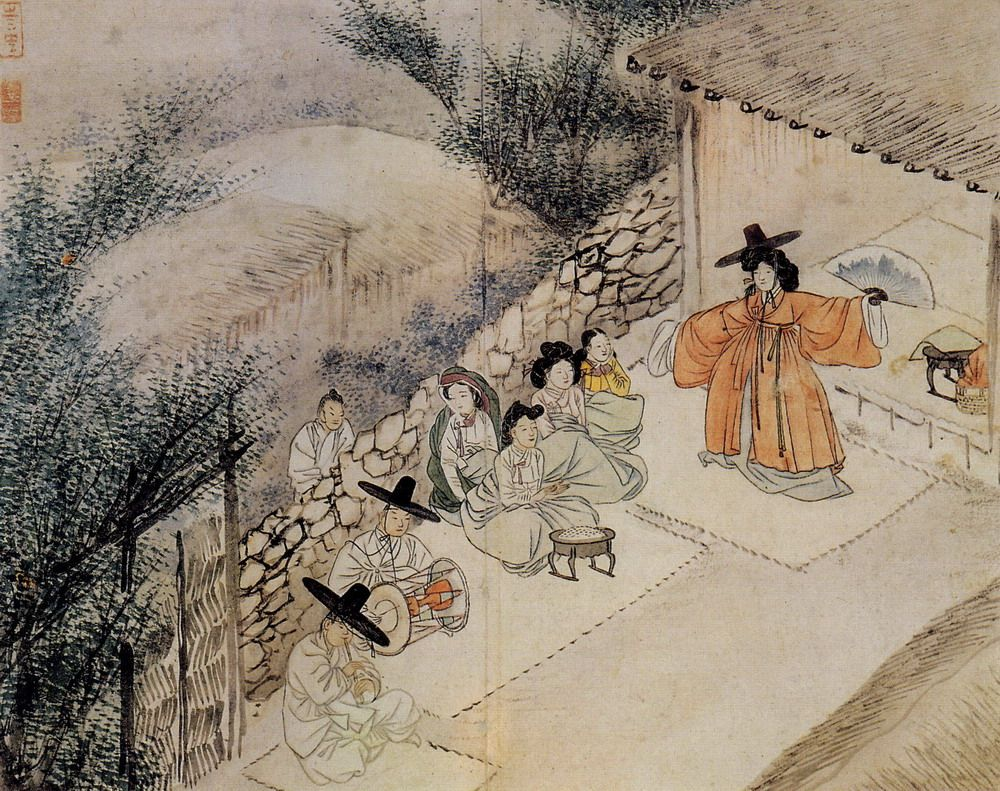
1805年に申潤福によって描かれた巫堂の舞

正式な国教と呼べるものは儒教の朱子学ではあったが、土着・民間信仰としての巫俗は淫習とされ巫女であるムーダン(巫堂)が賎人とされるなど蔑視されたが根強く残った。祀られる神は朝鮮独自のものもあるが、道教や仏教、後にはキリスト教の影響も見られる。
イザベラ・バードの『朝鮮紀行』には朝鮮社会が克明に記されており曰く、
「朝鮮の都市には寺院や聖職者の姿が無い。家々には「神棚」が無く、村祭りには神輿も無ければ偶像を運ぶ行列も無く、婚礼葬儀では聖職者が祝福をしたり冥福を祈ったりする事が無い。心からにせよ形だけにせよ、畏れ敬われる宗教的儀式や経典が存在せず人心に宗教の入り込んでいる形跡が何ら見られぬは非常に珍しい特徴である。」

### 印刷事業の発展
各種書籍の編纂事業が国策事業として推進され、印刷術と製紙術がかなり発展した。第3代太宗の時代には活字を作って書籍の印刷を担当する官署である「鋳字所」を設置して、高麗時代に中国から伝わった金属活版を改良して高い印刷能率を持つようになった。それに多くの書籍が出版されるに伴い、紙の生産量も増加して、質の良い紙を専門的に生産する「造紙署」を設置し多様な紙を生産した。
李氏朝鮮は朱子学を社会的理念として採択しながら儒教的秩序を確立するために、倫理と儀礼に関する書籍を多く編纂した。第4代世宗の時代には人々に模範となるべき忠臣、孝子、孝女の業績に関して記録した倫理書である『三綱行実図』を編纂した。また第9代成宗の時代には国家のさまざまな行祀に必要な書籍を整備して『国朝五礼儀』を編纂した。16世紀には士林派が小学と朱子家禮の普及するために『二倫行実図』と『童蒙須知』などを刊行して普及した。『二倫行実図』は年長者と年少者、友達に対して守らなければならない礼節を強調した倫理書であり、『童蒙須知』は児童が守らなければならない礼節を記録した児童用倫理書だった。これらの書籍は全て李氏朝鮮の役所の校書館が発行したものだった為、出版部数が極めて少なく李氏朝鮮の書物は大変な貴重品だった。李氏朝鮮では末期になるまで書店が存在せず書籍を売買する事が出来なかった。ほぼすべての者が文盲だったため必要なかった。そのため当時個人の所有していた書籍は王から賜り先祖代々受け継がれた物か個人から譲り受けた物だった。

### 訓民正音の制定

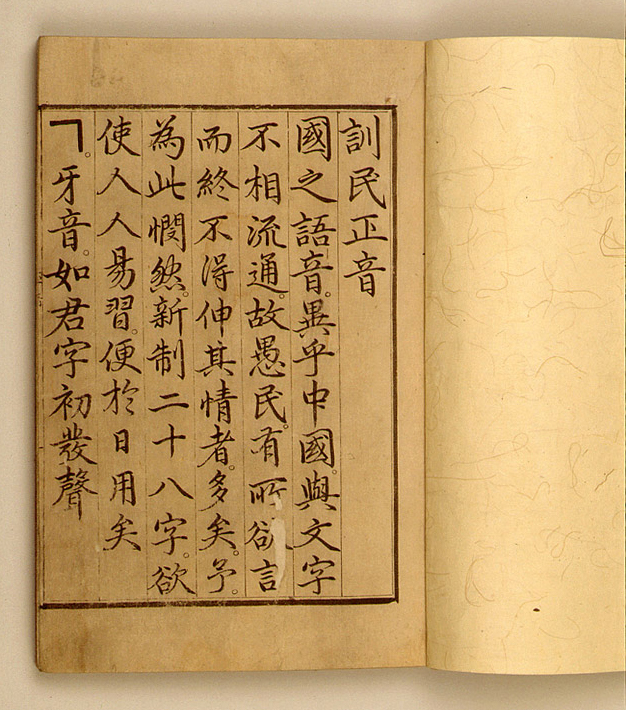
訓民正音

公的な文化の中心となるのは中国語の文語である漢文であり、朱子学を中心として陽明学などを取り入れた朝鮮独自の朝鮮朱子学（朝鮮性理学）が発達した。漢字のみでは朝鮮語をあらわすことはできないため、朝鮮語を記すために1443年にハングルの起源になる訓民正音が作成された。ハングルは朝鮮語の表記に適した合理的な文字体系であったが、中華思想に支配された両班ら男性知識人はこれを諺文（オンムン）と呼んで蔑み、李氏朝鮮末期まで正規の文字として使われることはなかった。
しかし李朝を通して民衆の文字として下層階級、婦女の間に広まった。庶民はこの文字を使い詩や歌を記録し、また私文書に使用した。知識人の中にもハングルを使う者が現れ、朝鮮王朝文学の最高峰とも呼ばれる『春香伝』などが書かれた。ハングルを使用した文学には、漢字ハングル混用、ハングル専用の2種類があり、前者は主に革新的な両班、中人階級用。後者は庶民のための文学だった。
但し長らく公式文書が漢文のみであった影響もあり、正書法が確立されていなかった。李朝最末期の1907年に国語研究所が設置されて正書法の整備を開始するも、最初の正書法である普通学校用諺文綴字法が完成したのは韓国併合後の1912年である。

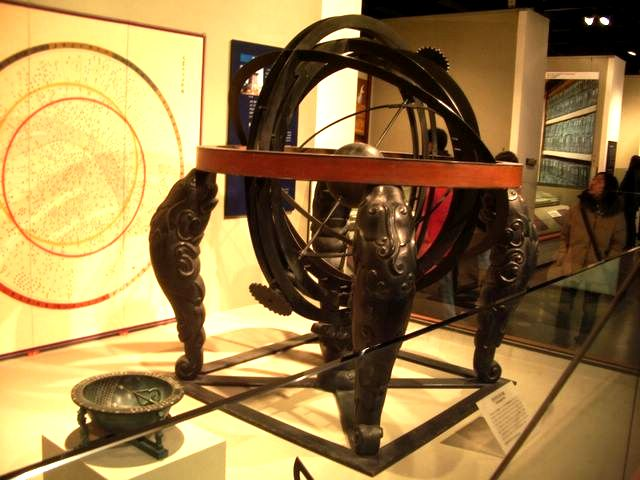
荘英実によって制作された渾天儀

### 教育
李氏朝鮮は高麗同様、官吏の登用にあたって科挙を導入し、漢城に国立教育機関である「成均館」を設置、現在の大学のような役目を果たした。そして現在の中等教育機関に相当するものとして、漢城には「四学」（「東学」「西学」「南学」「中学」の総称）、地方には「郷校」を置き、中央から教官が派遣された。また小学校に相当する「書堂」もあった。一方地域ごとには偉いソンビや功臣の業績を称頌と崇拜するための学院である「書院」が設立され、儒生らは自分が属した書院に集まって勉強と討論をしながら自分たちが仕える英霊に祭祀をして地域住民らを教化する仕事をした。李氏朝鮮末期には王朝が独自の教科書を作るなどした。しかし、これらは「西洋人は中国人とは異なり禽獣の如き存在である」「ありとあらゆる文物は中国の伝統にかなわない」とする類の事大主義的な内容であった。1894年からの甲午改革以降は、これらの伝統的儒教教育機関は廃止され、近代的な各種の学校制度が整備された。また同改革の銓考局条例によって、科挙は実質的に廃止された。

### 絵画
李朝における絵画は、儒者達の中国文化への傾倒から前半期には中国山水画の模倣であり、宮廷においても中国の画院の制度を真似た図画署という機関を置き、中国絵画を模した肖像画や儀式の記録画の制作に当たらせた。後半期には、18世紀後半に至り金弘道と申潤福が出てようやく中国絵画の模倣から脱し、朝鮮の風景に基づいた山水画、朝鮮の民衆の生活に基づいた風俗画が描かれるようになり、朝鮮独自の絵画が成立した。金弘道は風俗山水画、申潤福は風俗画や美人画を得意とした。また、朝鮮の民衆の中からは素朴ながら力強い民画が生まれた。

### 磁器
陶磁器では、前代の高麗青磁に比して、華麗さでは見劣りするが優美さをもつ李朝白磁と呼ばれる磁器が知られるが、それに至る過渡期のものとして14世紀後半に誕生した粉青沙器がある。李朝時代に白磁が尊ばれたのは朱子学で白が高貴な気高い色とされているためであるが、その白を求める過程で粉引（粉吹）が生み出された。粉引とは、赤土で成形された素地に化粧土という泥を塗って白化粧を施し、その上に透明の釉薬をかけ焼成する陶磁器である。李朝の粉引は日本では三島として知られる。この粉青沙器は16世紀末には廃れ、その後の李朝磁器の主流は15世紀前半から生産が軌道に乗り始めた白磁へと移った。白磁は17世紀後半から18世紀にかけて青花の全盛期を迎える。
他に、絵画同様、鉄絵の具で力強い文様が描かれた民窯の鉄砂の焼き物や、釜山の倭館窯で日本からの注文で焼かれた高麗茶碗がある。李朝の陶磁器はコバルト顔料と辰砂釉、鉄絵の具での彩色にとどまり、明や日本のような錦手、金襴手と呼ばれる豪奢な色絵磁器が生み出されることはなかった。これは、儒教道徳を名目とした職人階級に対する非常に厳しい差別があったためだが、白磁は職人達の手を通じ堅実な発展をみせ、日本の陶磁器にも大きな影響を与えた。

### 芸能
朝鮮における芸能は儒教の賤商思想ゆえに都市文化が抑制されたため、芸能は農村部で展開された。広大（クワンデ）やキーセンなどによるパンソリといった民話に題材を得た音楽と歌唱を伴う芸能が成立した。当初は農民の芸能として両班など知識人である支配者階層に賤しまれたが、その内容が文学的に洗練されるにつれ両班の間でも楽しまれるようになり、現在では韓国を代表する伝統芸能として保護されている。
歴史的に朝鮮では、タルチュムと呼ばれる仮面芝居のようなものはあったが、野外の広場や仮設舞台で行われたので、演劇のための劇場は20世紀になるまで全く存在しなかった。朝鮮史上初の劇場は1902年に建てられた協律社（ko:협률사）である。

### 医学
医学分野では高麗の医学の伝統をそのまま受け継いだが、徐々に医療制度の改革、医学教育、専門医学書編纂を通じて東洋医学の集大成を成した。漢城には王族の疾病治療を担当する「内医院」、医学教育と医学取才を総括する「典医監」、一般民を無料で治療する「恵民署」を設置し、地方には「医院」、「医学教授」、「医学教諭」、「医学院」、「医学丞」などの医療機関を配置した。男性の医師は女性を診察できず、女性を診察する医女という制度が作られたが、妓生との区別があいまいだった。李氏朝鮮で刊行になった医学書は1433年に完成された『郷薬集成方』、1445年に完成された医学百科事典『医方類聚』、1610年に完成された許浚の『東医宝鑑』などがある。1894年に李済馬は「四象医学」（ko:사상의학）を主張した。四象医学は人間の体質を太陽人、太陰人、少陽人、少陰人で区分して治療する体質医学理論で、現在でも韓医学界では通用している。

## 年表
- 1392年、李成桂が、高麗・恭譲王の王位を簒奪し、高麗王に即位。

### 朝鮮国 1393年-1897年
- 1393年、明国の皇帝に次の国号として「朝鮮」と「和寧」の2つから選んでもらい、国号を朝鮮国に変更する。
- 1398年、第一次王子の乱
- 1400年、第二次王子の乱
- 1401年、明より王を名乗る事を正式に認められる。
- 1404年、室町幕府と国交回復、日朝貿易盛んとなる。
- 1419年、応永の外寇　李氏朝鮮軍による対馬国侵攻。
- 1443年、訓民正音の制定（1446年公布）。
- 1498年、士林派に対する弾圧士禍が始まる（戊午士禍）。
- 1504年、甲子士禍。
- 1506年、中宗により正音庁（諺文庁）閉鎖。
- 1510年、三浦の乱。対馬の日本人による反乱。対馬との通行が一時途絶える。
- 1512年、壬申約条。対馬との通行再開。
- 1519年、己卯士禍。
- 1545年、乙巳士禍。
- 1555年、備辺司設置。
- 1559年 - 1562年、黄海道で民衆反乱（林巨正の乱）。
- 1567年、士禍が終わる。以後、士林派同士の対立が続く。
- 1575年、士林派の東人と西人の対立始まる。
- 1592年 - 1593年および1597年 - 1598年、豊臣秀吉の2度の朝鮮侵攻（文禄・慶長の役 - 韓国では｢壬辰倭乱・丁酉再乱｣と呼ぶ）を受ける。
- 1607年、江戸幕府と日朝国交回復交渉始まる。
- 1608年、北人（東人の分派）の大北、光海君を擁立。北人政権が始まる。
- 1609年、日朝通商条約。日本との通行回復。幕府との朝鮮通信使による交流。
- 1619年、サルフの戦いで明との連合軍が後金軍に大敗。
- 1623年、仁祖のクーデター。光海君廃される。大北粛清される。
- 1627年、後金軍、朝鮮に侵攻（丁卯胡乱）。
- 1636年、清国の皇帝ホンタイジが朝鮮に親征（丙子胡乱）。仁祖、南漢山城に篭城。
- 1637年、仁祖降伏し、清国に服属する。
- 1654年、1658年、羅禅征伐。
- 1660年、礼論（服喪期間に関する対立）により、西人と南人（旧東人の分派）が対立する。
- 1683年、西人、老論と少論に分裂する。
- 1721年 - 1722年、辛壬士禍。
- 1728年、李麟佐の乱。
- 1784年、キリスト教の伝来。
- 1791年、キリスト教の弾圧始まる。
- 1796年、水原城（華城）建設
- 1801年、キリスト教への大規模な弾圧が続く。
- 1804年､ 士林派による政治の終焉。安東金氏による権勢政治 （ - 1863年）。
- 1811年、洪景来の乱（地方差別に反発した一揆、平安道農民戦争とも言う）。
- 1811年、第12回の朝鮮通信使は、朝鮮と幕府の合意により易地聘礼で対馬まで。以後計画されることはあったが、通信使派遣は行われなかった。
- 1861年、金正浩による朝鮮全図、大東輿地図の完成。
- 1862年、壬戌民乱（慶尚道晋州を中心にした大規模な民衆反乱）
- 1863年、大院君政権の成立。
- 1866年、丙寅邪獄。ジェネラル・シャーマン号事件。丙寅洋擾。
- 1871年、辛未洋擾
- 1872年、朝鮮大飢饉
- 1873年、大院君追放、閔氏政権の成立。
- 1875年、江華島事件勃発。
- 1876年、日本の明治政府と日朝修好条規締結。
- 1882年、壬午事変おこる[31]。済物浦条約締結[31]。米朝修好通商条約締結。
- 1883年、財政危機を補正し乱れた通貨政策を整備する目的から、造幣機関典圜局が設置される。
- 1884年、甲申政変、開化派・金玉均のクーデターは失敗に終わる。
- 1885年、ポート・ハミルトン事件[33]、巨文島がイギリスに占領される。
- 1888年、露朝陸路通商条約
- 1894年、東学党の乱（甲午農民戦争）、大院君の政局復帰。大院君派と閔妃派の対立が深まる。金玉均、上海で暗殺される。反乱軍と政府が和解し、反乱平定の名目で駐留していた日清両軍の撤兵を求めるも両軍とも拒否し、日清戦争勃発。
- 1895年、ロシア帝国の支援を受け閔妃復権するも暗殺される。日清戦争終結。下関条約により清国から独立。

### 大韓帝国 1897年-1910年
- 1897年、大韓帝国に改称する。
- 1904年、第一次日韓協約
- 1905年、ポーツマス条約によりロシア帝国が日本による大韓帝国保護を認める。米英もフィリピン・インド領承認と交換に日本の韓国保護を承認。第二次日韓協約（日韓保護条約)。
- 1906年、韓国統監府設置
- 1907年、ハーグ密使事件。第三次日韓協約。韓国軍、一部を残し解散。
- 1909年、韓国統監府初代統監伊藤博文が安重根により暗殺される。
- 1910年、韓国併合ニ関スル条約に基づき日本に併合され消滅（韓国併合）。